# 小松市
小松市（こまつし）は、石川県南部にあり、日本海に面する市。1940年（昭和15年）市制施行。

## 概要
小松市は、建設機械メーカーのコマツの企業城下町であり、関連企業や工場も多い。そのため重工業が発達しており、北陸工業地域の一翼を担っている。製造品出荷額は6,798億円、県内では第1位である。（工業統計表、2008年）
また、歌舞伎の勧進帳の舞台となった安宅の関や那谷寺、粟津温泉など、自然や文化の面にも恵まれている。
人口では金沢市に次ぎ長らく石川県第二の都市であったが、2005年2月1日白山市の誕生で第三の都市となった。。

## 地理

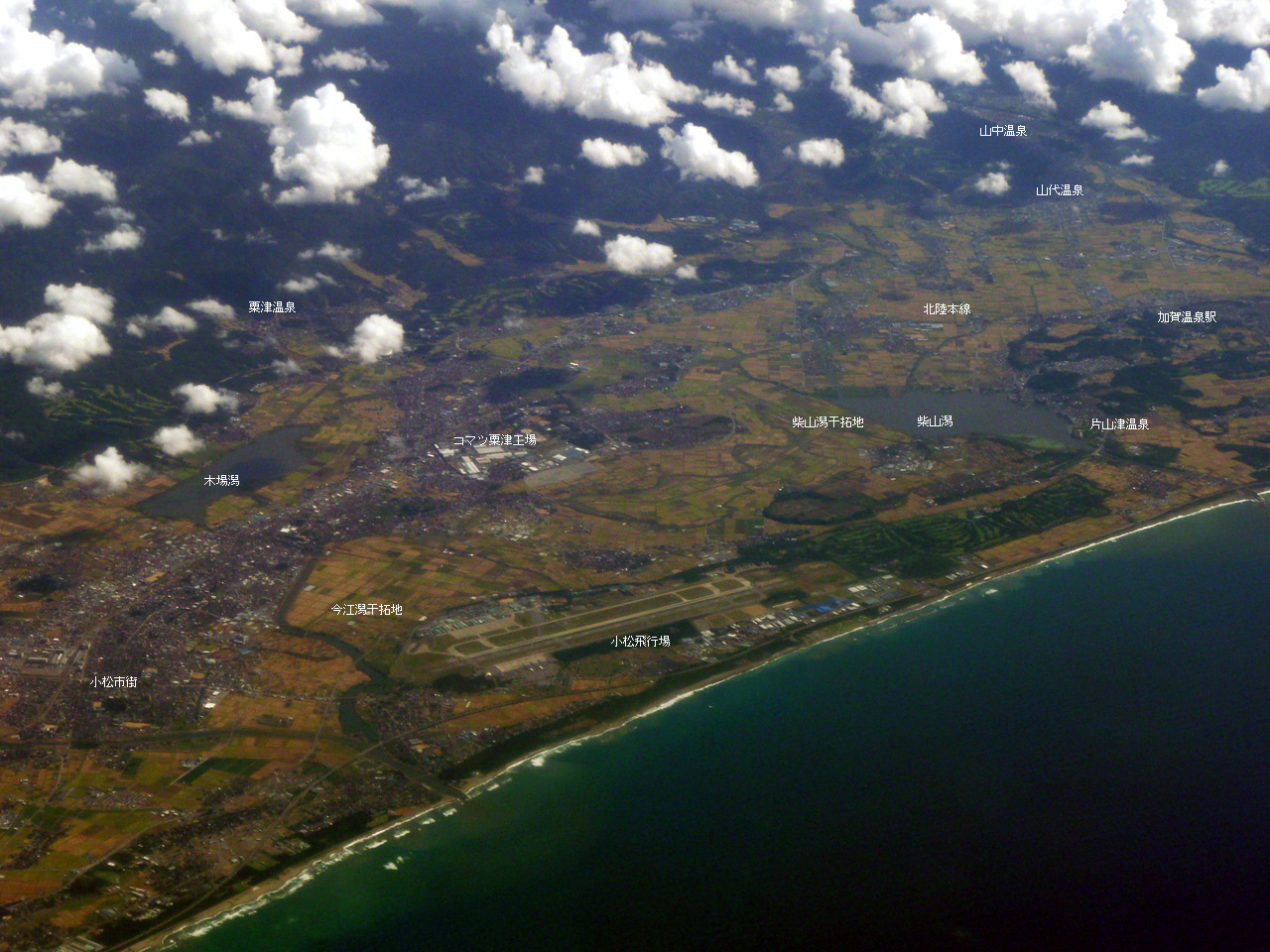
小松市街、小松飛行場、加賀三湖空撮

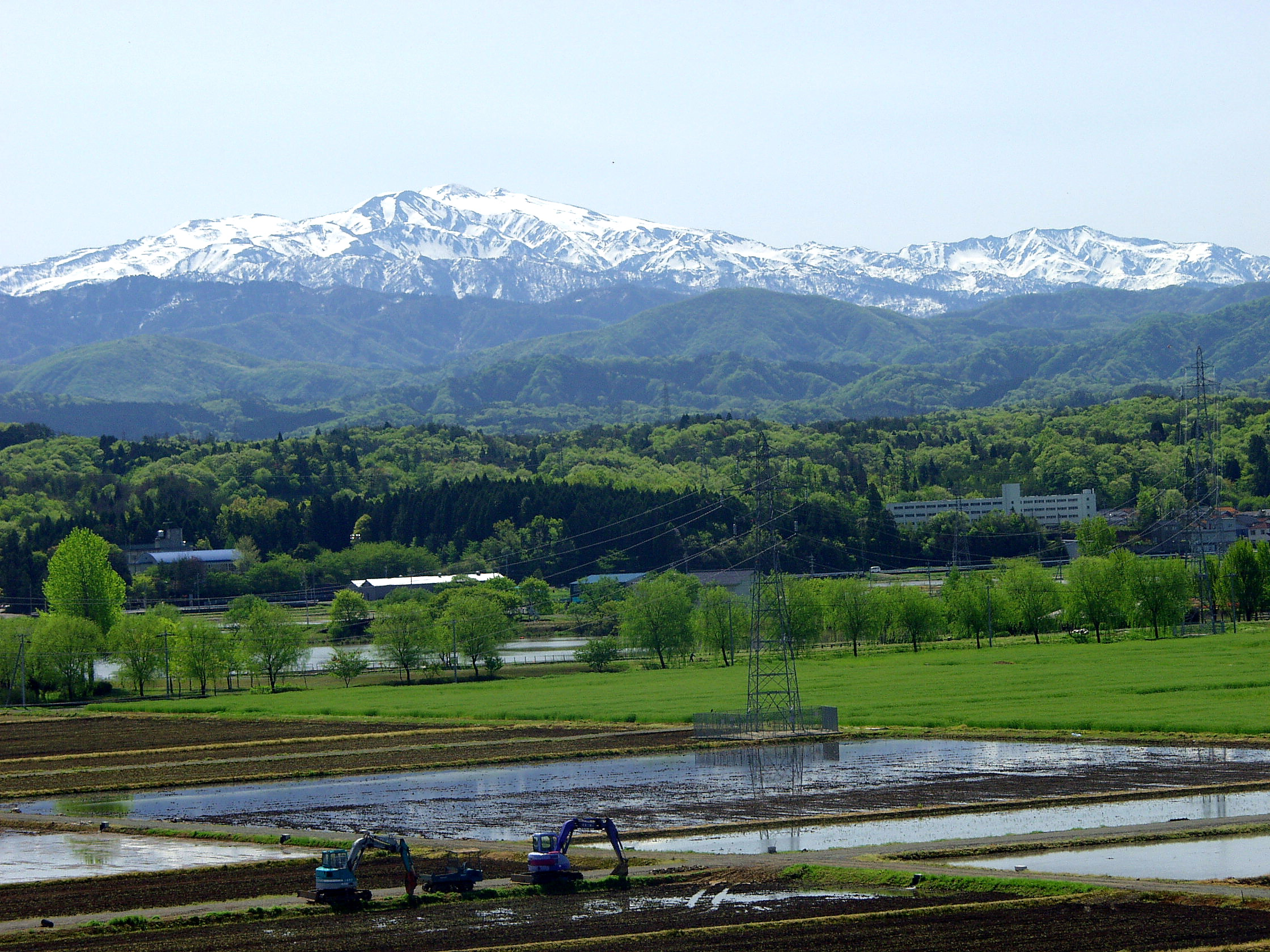
市内から見た白山

西は平野部で日本海に面して、東は山地に囲まれている。山のある東から西に梯川が流れている。平野部、山地とも面積は広いが海岸線は短い。
主な市街地は市内を南北に貫くIRいしかわ鉄道線、国道305号（国道8号から小松バイパス全通に伴い番号変更）沿いの平野部にある。平野部には住宅地が集中しているが、それ以上に田畑が多く、米の産地となっている。山地はブナなど森林に覆われており、豊かな自然が残っている。

## 気候
夏
夏場は天気の良い日が続き、気温も太平洋側とそれほど変わらない。湿度が非常に高く、南風が吹くと北陸に多いフェーン現象が起こるため非常に暑くなることもあり、2023年8月10日には石川県内で観測史上2回目となる最高気温40℃を記録した。
冬
石川県は日本海側気候に入り、小松市も冬場は雪の日が多い。山麓には雪が多くスキー場もある。
しかし、暖かい対馬海流のため、海に近い平野部にはそれほど雪は積もらない。秋から冬のはじめにかけては時雨（しぐれ）と言われる天気が多くなる。
晴れのち嵐、というような天気で、晴天と激しい風雨が交互にやってくる日本海側独特の天気である。この時期からブリの旬に入るため、時雨のことを鰤起こしと言ったりする。年間降水量は日本でもトップクラスの多さである。
| 小松（1991年 - 2020年）の気候      | 小松（1991年 - 2020年）の気候 | 小松（1991年 - 2020年）の気候 | 小松（1991年 - 2020年）の気候 | 小松（1991年 - 2020年）の気候 | 小松（1991年 - 2020年）の気候 | 小松（1991年 - 2020年）の気候 | 小松（1991年 - 2020年）の気候 | 小松（1991年 - 2020年）の気候 | 小松（1991年 - 2020年）の気候 | 小松（1991年 - 2020年）の気候 | 小松（1991年 - 2020年）の気候 | 小松（1991年 - 2020年）の気候 | 小松（1991年 - 2020年）の気候 |
| 月                                 | 1月                           | 2月                           | 3月                           | 4月                           | 5月                           | 6月                           | 7月                           | 8月                           | 9月                           | 10月                          | 11月                          | 12月                          | 年                            |
| ---------------------------------- | ----------------------------- | ----------------------------- | ----------------------------- | ----------------------------- | ----------------------------- | ----------------------------- | ----------------------------- | ----------------------------- | ----------------------------- | ----------------------------- | ----------------------------- | ----------------------------- | ----------------------------- |
| 最高気温記録 °C （°F）             | 19.2 (66.6)                   | 21.9 (71.4)                   | 25.8 (78.4)                   | 30.5 (86.9)                   | 34.1 (93.4)                   | 36.2 (97.2)                   | 37.3 (99.1)                   | 40.0 (104)                    | 37.8 (100)                    | 33.4 (92.1)                   | 27.8 (82)                     | 24.5 (76.1)                   | 40.0 (104)                    |
| 平均最高気温 °C （°F）             | 7.2 (45)                      | 7.9 (46.2)                    | 11.7 (53.1)                   | 17.3 (63.1)                   | 22.3 (72.1)                   | 25.4 (77.7)                   | 29.5 (85.1)                   | 31.3 (88.3)                   | 27.1 (80.8)                   | 21.6 (70.9)                   | 16.0 (60.8)                   | 10.3 (50.5)                   | 19.0 (66.2)                   |
| 日平均気温 °C （°F）               | 3.6 (38.5)                    | 3.9 (39)                      | 6.9 (44.4)                    | 12.2 (54)                     | 17.3 (63.1)                   | 21.2 (70.2)                   | 25.4 (77.7)                   | 26.7 (80.1)                   | 22.5 (72.5)                   | 16.8 (62.2)                   | 11.2 (52.2)                   | 6.2 (43.2)                    | 14.5 (58.1)                   |
| 平均最低気温 °C （°F）             | 0.4 (32.7)                    | 0.2 (32.4)                    | 2.3 (36.1)                    | 7.0 (44.6)                    | 12.4 (54.3)                   | 17.5 (63.5)                   | 22.0 (71.6)                   | 23.0 (73.4)                   | 18.7 (65.7)                   | 12.4 (54.3)                   | 6.8 (44.2)                    | 2.6 (36.7)                    | 10.5 (50.9)                   |
| 最低気温記録 °C （°F）             | −9.8 (14.4)                   | −8.8 (16.2)                   | −5.1 (22.8)                   | −1.4 (29.5)                   | 3.4 (38.1)                    | 9.6 (49.3)                    | 15.1 (59.2)                   | 15.0 (59)                     | 8.9 (48)                      | 2.3 (36.1)                    | −0.4 (31.3)                   | −5.7 (21.7)                   | −9.8 (14.4)                   |
| 降水量 mm （inch）                 | 251.3 (9.894)                 | 147.7 (5.815)                 | 144.3 (5.681)                 | 129.3 (5.091)                 | 127.3 (5.012)                 | 151.0 (5.945)                 | 218.9 (8.618)                 | 152.0 (5.984)                 | 214.6 (8.449)                 | 171.6 (6.756)                 | 219.4 (8.638)                 | 282.5 (11.122)                | 2,230.2 (87.803)              |
| 平均降水日数 （≥1.0 mm）           | 23.8                          | 18.8                          | 15.6                          | 12.2                          | 11.1                          | 10.6                          | 12.8                          | 9.6                           | 12.7                          | 12.8                          | 17.4                          | 22.8                          | 180.7                         |
| 平均月間日照時間                   | 62.7                          | 87.7                          | 146.3                         | 187.5                         | 206.5                         | 155.4                         | 166.3                         | 217.0                         | 157.8                         | 152.6                         | 112.2                         | 68.0                          | 1,723.2                       |
| 出典1：Japan Meteorological Agency |                               |                               |                               |                               |                               |                               |                               |                               |                               |                               |                               |                               |                               |
| 出典2：気象庁                      |                               |                               |                               |                               |                               |                               |                               |                               |                               |                               |                               |                               |                               |

### 自然地理

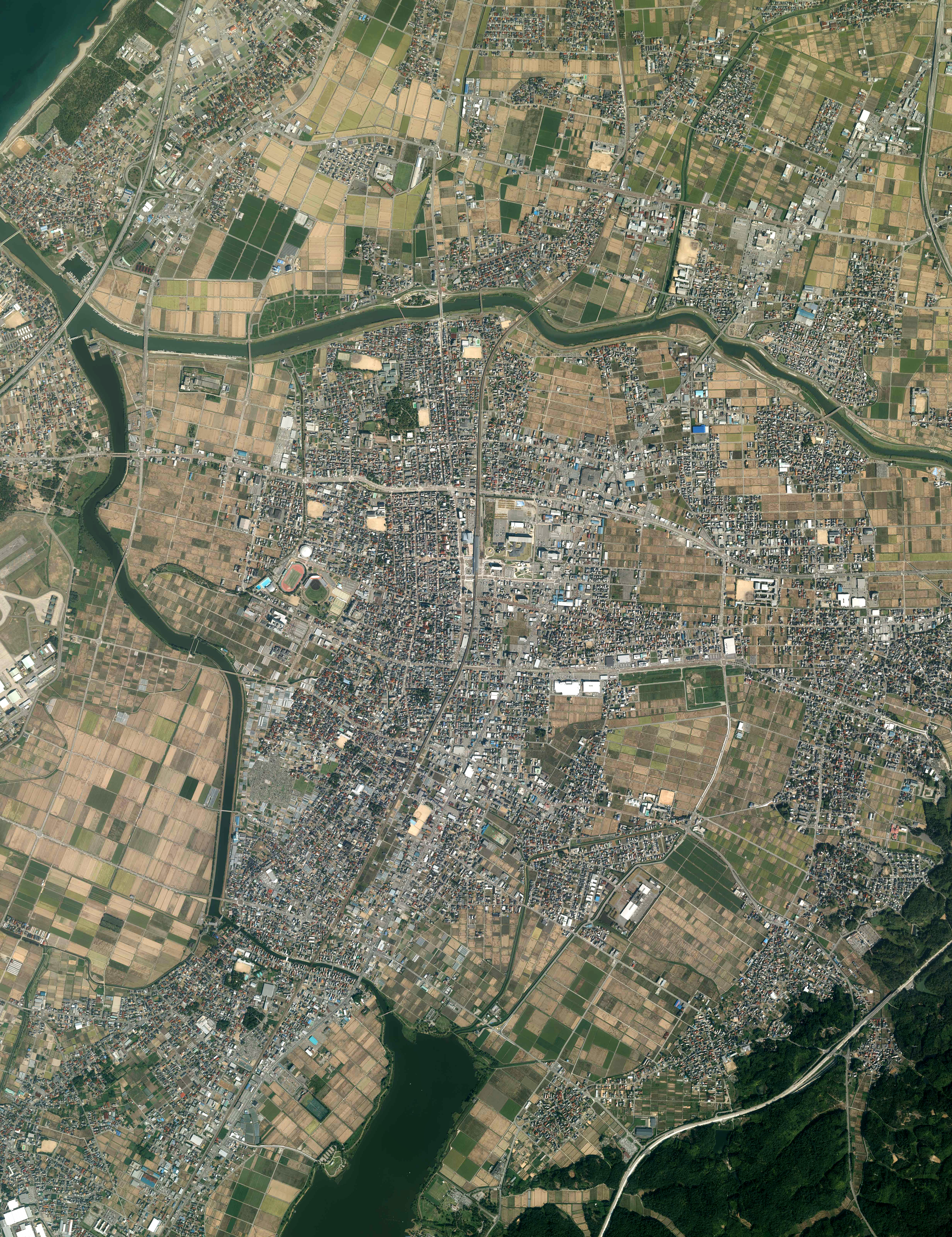
小松市中心部周辺の空中写真。2015年9月22日撮影の4枚を合成作成。。

- 山
  - 大倉岳
- 河川
  - 梯川
  - 前川
  - 大日川
- 湖沼
  - 木場潟
  - 赤瀬湖（赤瀬ダム）

### 隣接する自治体
石川県
- 白山市
- 能美市
- 加賀市

福井県
- 勝山市

## 歴史

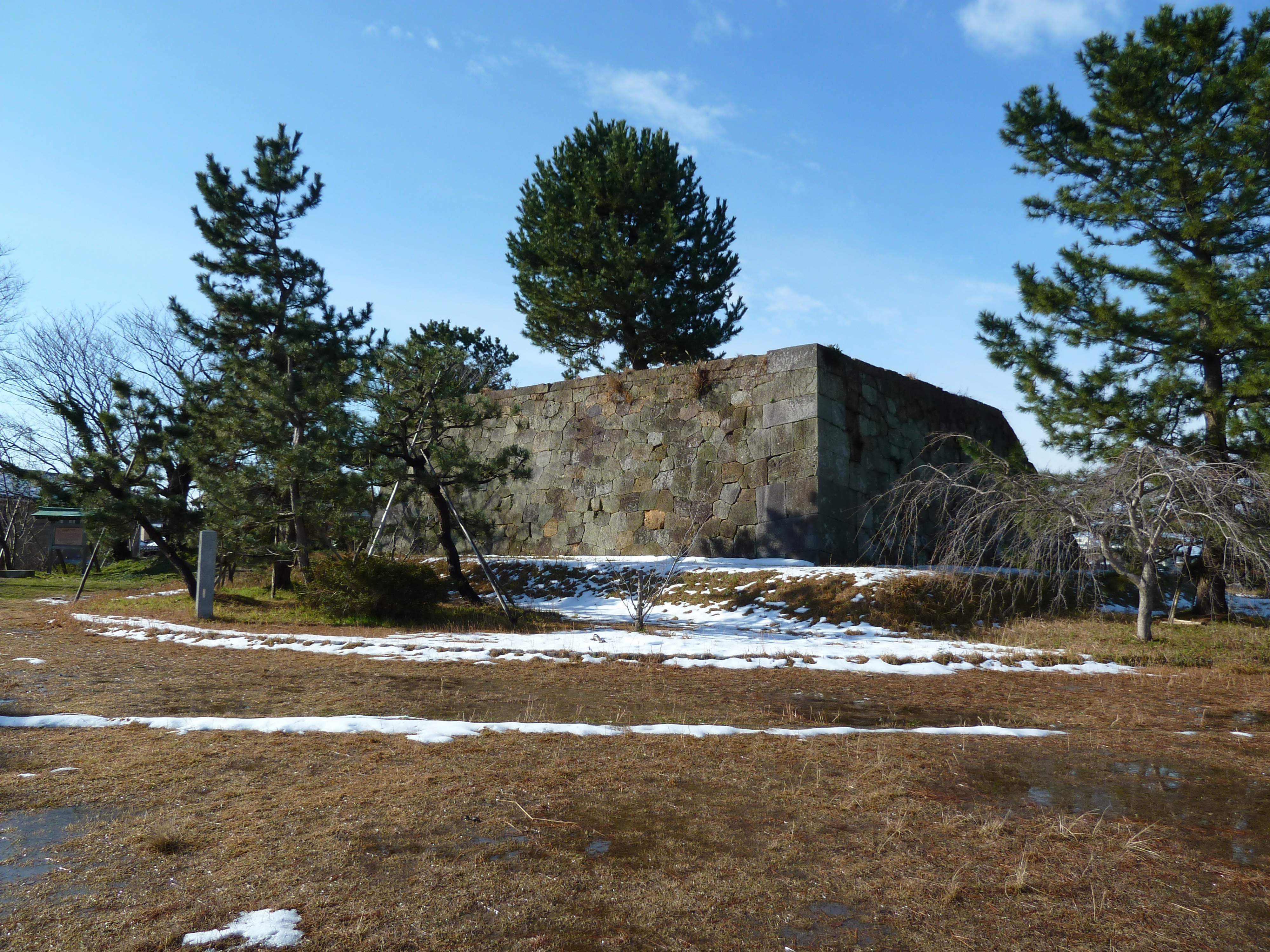
小松城天守台

平安時代に花山天皇が巡幸した際、梯川のほとりにマツを植え、「園の小松原」と呼ばれたのが地名の由来とされる。
江戸時代になると加賀藩第三代藩主前田利常が隠居地として小松城に入城する。利常は那谷寺を再建するなど数々の寺社を造営し、また伝統工芸などの産業を振興した。

### 沿革
- 1590年（天正18年）2月 - 7月 小田原征伐に従軍した功によって、丹羽長重に加賀国小松12万石が加増移封された。このとき従三位と参議および加賀守に叙位任官されたことから小松侍従（小松宰相）と称ばれた。
- 1639年（寛永16年） 前田利常が隠居地として小松城に住み、城下町としての基礎が固められた[13]
- 1909年（明治42年）3月25日 京町より出火し、約400戸が焼失する火災[14][15]。
- 1921年（大正10年）5月 小松製作所（コマツ）が設立される。
- 1930年（昭和5年）3月28日 中町遠慶寺より出火し、6万5千坪を焼く大火災。被災1000戸以上（小松大火・橋北の大火）[16]。
- 1932年（昭和7年）10月22日 大文字町活動写真常設館芦城館より再び大火。被災面積2万5千坪・被災建物1200戸以上（橋南の大火）。二度の大火からの復興政策として区画整理・道路拡幅が行われる[17][18]。
- 1940年（昭和15年）12月1日　能美郡小松町、安宅町、牧村、板津村、白江村、苗代村、御幸村及び粟津村が合併して、小松市が発足する[13]。
- 1941年（昭和16年）3月20日 「小松市歌」を制定。
- 1944年（昭和19年）11月 小松飛行場が完成する。
- 1947年（昭和22年）10月28日 昭和天皇の戦後巡幸。今森絹織工場を視察[19]。
- 1952年（昭和27年） - 1969年（昭和44年） 加賀三湖の干拓[20]。
- 1955年（昭和30年）4月1日 江沼郡矢田野村、那谷村、能美郡中海村及び江沼郡月津村の区域の一部を編入する。
- 1956年（昭和31年）9月30日 能美郡金野村、西尾村、大杉谷村、新丸村及び国府村の区域の一部を編入する。
- 1961年（昭和36年）6月 航空自衛隊小松基地が開庁[12]。
- 1971年（昭和46年）12月30日 尾小屋鉱山が閉山[21]。
- 1977年（昭和52年）3月20日 尾小屋鉄道が廃止[21]。
- 1986年（昭和61年）6月1日 北陸鉄道小松線が廃止される。
- 2010年（平成22年）3月31日 小松製作所の創業地である小松工場が閉鎖される。
- 2014年（平成26年）3月22日 小松工場跡地にサイエンスヒルズこまつが開館する。
- 2015年（平成27年）5月17日 木場潟公園にて第66回全国植樹祭が行われる。天皇・皇后も参列。
- 2018年（平成30年）4月1日 公立小松大学が開学する。
- 2024年（令和6年）3月16日 北陸新幹線の金沢・敦賀間が延伸。本市内にある小松駅が停車駅となった[22]。

### 変遷表
| 所 属 郡 | 明治以前 | 明治初年 - 明治22年                     | 明治22年 4月1日 町村制施行 | 明治22年 - 明治32年           | 明治33年 - 明治45年         | 大正元年 - 昭和19年    | 昭和20年 - 現在              | 現在   |
| -------- | -------- | --------------------------------------- | -------------------------- | ----------------------------- | --------------------------- | ---------------------- | ---------------------------- | ------ |
| 能 美 郡 | 小松町   | 小松町                                  | 小松町                     | 小松町                        | 小松町                      | 昭和15年12月1日 小松市 | 小松市                       | 小松市 |
| 能 美 郡 | 安宅村   | 明治19年 改称 安宅町                    | 安宅町                     | 安宅町                        | 安宅町                      | 昭和15年12月1日 小松市 | 小松市                       | 小松市 |
| 能 美 郡 | 坊丸村   | 坊丸村                                  | 牧村                       | 牧村                          | 牧村                        | 昭和15年12月1日 小松市 | 小松市                       | 小松市 |
| 能 美 郡 | 長崎村   | 長崎村                                  | 牧村                       | 牧村                          | 牧村                        | 昭和15年12月1日 小松市 | 小松市                       | 小松市 |
| 能 美 郡 | 安宅新村 | 安宅新村                                | 牧村                       | 牧村                          | 牧村                        | 昭和15年12月1日 小松市 | 小松市                       | 小松市 |
| 能 美 郡 | 小島村   | 小島村                                  | 牧村                       | 牧村                          | 牧村                        | 昭和15年12月1日 小松市 | 小松市                       | 小松市 |
| 能 美 郡 | 下牧村   | 下牧村                                  | 牧村                       | 牧村                          | 牧村                        | 昭和15年12月1日 小松市 | 小松市                       | 小松市 |
| 能 美 郡 | 上牧村   | 上牧村                                  | 牧村                       | 牧村                          | 牧村                        | 昭和15年12月1日 小松市 | 小松市                       | 小松市 |
| 能 美 郡 | 鶴ヶ島村 | 鶴ヶ島村                                | 牧村                       | 牧村                          | 牧村                        | 昭和15年12月1日 小松市 | 小松市                       | 小松市 |
| 能 美 郡 | 鍛冶村   | 鍛冶村                                  | 牧村                       | 牧村                          | 牧村                        | 昭和15年12月1日 小松市 | 小松市                       | 小松市 |
| 能 美 郡 | 中野村   | 中野村                                  | 牧村                       | 牧村                          | 牧村                        | 昭和15年12月1日 小松市 | 小松市                       | 小松市 |
| 能 美 郡 | 浮柳村   | 浮柳村                                  | 牧村                       | 牧村                          | 牧村                        | 昭和15年12月1日 小松市 | 小松市                       | 小松市 |
| 能 美 郡 | 草野村   | 草野村                                  | 牧村                       | 牧村                          | 牧村                        | 昭和15年12月1日 小松市 | 小松市                       | 小松市 |
| 能 美 郡 | 串村     | 串村                                    | 串村                       | 串村                          | 明治40年8月5日 御幸村       | 昭和15年12月1日 小松市 | 小松市                       | 小松市 |
| 能 美 郡 | 串茶屋村 | 串茶屋村                                | 串村                       | 串村                          | 明治40年8月5日 御幸村       | 昭和15年12月1日 小松市 | 小松市                       | 小松市 |
| 能 美 郡 | 村松村   | 村松村                                  | 串村                       | 串村                          | 明治40年8月5日 御幸村       | 昭和15年12月1日 小松市 | 小松市                       | 小松市 |
| 能 美 郡 | 松崎村   | 松崎村                                  | 末佐美村                   | 末佐美村                      | 明治40年8月5日 御幸村       | 昭和15年12月1日 小松市 | 小松市                       | 小松市 |
| 能 美 郡 | 日末村   | 日末村                                  | 末佐美村                   | 末佐美村                      | 明治40年8月5日 御幸村       | 昭和15年12月1日 小松市 | 小松市                       | 小松市 |
| 能 美 郡 | 佐美村   | 佐美村                                  | 末佐美村                   | 末佐美村                      | 明治40年8月5日 御幸村       | 昭和15年12月1日 小松市 | 小松市                       | 小松市 |
| 能 美 郡 | 浜佐美村 | 浜佐美村                                | 末佐美村                   | 末佐美村                      | 明治40年8月5日 御幸村       | 昭和15年12月1日 小松市 | 小松市                       | 小松市 |
| 能 美 郡 | 今江村   | 今江村                                  | 今江村                     | 今江村                        | 明治40年8月5日 御幸村       | 昭和15年12月1日 小松市 | 小松市                       | 小松市 |
| 能 美 郡 | 日用村   | 日用村                                  | 粟津村                     | 粟津村                        | 明治40年8月5日 粟津村       | 昭和15年12月1日 小松市 | 小松市                       | 小松市 |
| 能 美 郡 | 荒谷村   | 明治15年 改称 西荒谷村                  | 粟津村                     | 粟津村                        | 明治40年8月5日 粟津村       | 昭和15年12月1日 小松市 | 小松市                       | 小松市 |
| 能 美 郡 | 牧口村   | 牧口村                                  | 粟津村                     | 粟津村                        | 明治40年8月5日 粟津村       | 昭和15年12月1日 小松市 | 小松市                       | 小松市 |
| 能 美 郡 | 小山田村 | 小山田村                                | 粟津村                     | 粟津村                        | 明治40年8月5日 粟津村       | 昭和15年12月1日 小松市 | 小松市                       | 小松市 |
| 能 美 郡 | 粟津村   | 粟津村                                  | 粟津村                     | 粟津村                        | 明治40年8月5日 粟津村       | 昭和15年12月1日 小松市 | 小松市                       | 小松市 |
| 能 美 郡 | 西原村   | 西原村                                  | 粟津村                     | 粟津村                        | 明治40年8月5日 粟津村       | 昭和15年12月1日 小松市 | 小松市                       | 小松市 |
| 能 美 郡 | 井口村   | 井口村                                  | 粟津村                     | 粟津村                        | 明治40年8月5日 粟津村       | 昭和15年12月1日 小松市 | 小松市                       | 小松市 |
| 能 美 郡 | 白山田村 | 白山田村                                | 粟津村                     | 粟津村                        | 明治40年8月5日 粟津村       | 昭和15年12月1日 小松市 | 小松市                       | 小松市 |
| 能 美 郡 | 馬場村   | 馬場村                                  | 粟津村                     | 粟津村                        | 明治40年8月5日 粟津村       | 昭和15年12月1日 小松市 | 小松市                       | 小松市 |
| 能 美 郡 | 島村     | 島村                                    | 木津村                     | 木津村                        | 明治40年8月5日 粟津村       | 昭和15年12月1日 小松市 | 小松市                       | 小松市 |
| 能 美 郡 | 符津村   | 符津村                                  | 木津村                     | 木津村                        | 明治40年8月5日 粟津村       | 昭和15年12月1日 小松市 | 小松市                       | 小松市 |
| 能 美 郡 | 矢崎村   | 矢崎村                                  | 木津村                     | 木津村                        | 明治40年8月5日 粟津村       | 昭和15年12月1日 小松市 | 小松市                       | 小松市 |
| 能 美 郡 | 蓑輪地方 | 蓑輪地方                                | 木津村                     | 木津村                        | 明治40年8月5日 粟津村       | 昭和15年12月1日 小松市 | 小松市                       | 小松市 |
| 能 美 郡 | 木場村   | 木場村                                  | 木津村                     | 木津村                        | 明治40年8月5日 粟津村       | 昭和15年12月1日 小松市 | 小松市                       | 小松市 |
| 能 美 郡 | 津波倉村 | 津波倉村                                | 木津村                     | 木津村                        | 明治40年8月5日 粟津村       | 昭和15年12月1日 小松市 | 小松市                       | 小松市 |
| 能 美 郡 | 向本折村 | 向本折村                                | 本折村                     | 本折村                        | 明治40年8月5日 苗代村       | 昭和15年12月1日 小松市 | 小松市                       | 小松市 |
| 能 美 郡 | 須天村   | 須天村                                  | 本折村                     | 本折村                        | 明治40年8月5日 苗代村       | 昭和15年12月1日 小松市 | 小松市                       | 小松市 |
| 能 美 郡 | 千木野村 | 千木野村                                | 浅井村                     | 浅井村                        | 明治40年8月5日 苗代村       | 昭和15年12月1日 小松市 | 小松市                       | 小松市 |
| 能 美 郡 | 吉竹村   | 吉竹村                                  | 浅井村                     | 浅井村                        | 明治40年8月5日 苗代村       | 昭和15年12月1日 小松市 | 小松市                       | 小松市 |
| 能 美 郡 | 大領村   | 大領村                                  | 浅井村                     | 浅井村                        | 明治40年8月5日 苗代村       | 昭和15年12月1日 小松市 | 小松市                       | 小松市 |
| 能 美 郡 | 大領中村 | 大領中村                                | 浅井村                     | 浅井村                        | 明治40年8月5日 苗代村       | 昭和15年12月1日 小松市 | 小松市                       | 小松市 |
| 能 美 郡 | 南浅井村 | 南浅井村                                | 浅井村                     | 浅井村                        | 明治40年8月5日 苗代村       | 昭和15年12月1日 小松市 | 小松市                       | 小松市 |
| 能 美 郡 | 清六村   | 清六村                                  | 浅井村                     | 浅井村                        | 明治40年8月5日 苗代村       | 昭和15年12月1日 小松市 | 小松市                       | 小松市 |
| 能 美 郡 | 北浅井村 | 北浅井村                                | 浅井村                     | 浅井村                        | 明治40年8月5日 苗代村       | 昭和15年12月1日 小松市 | 小松市                       | 小松市 |
| 能 美 郡 | 不動島村 | 不動島村                                | 浅井村                     | 浅井村                        | 明治40年8月5日 苗代村       | 昭和15年12月1日 小松市 | 小松市                       | 小松市 |
| 能 美 郡 | 蓮代寺村 | 蓮代寺村                                | 蓮江村                     | 蓮江村                        | 明治40年8月5日 苗代村       | 昭和15年12月1日 小松市 | 小松市                       | 小松市 |
| 能 美 郡 | 本江村   | 本江村                                  | 蓮江村                     | 蓮江村                        | 明治40年8月5日 苗代村       | 昭和15年12月1日 小松市 | 小松市                       | 小松市 |
| 能 美 郡 | 勘定村   | 勘定村                                  | 蓮江村                     | 蓮江村                        | 明治40年8月5日 苗代村       | 昭和15年12月1日 小松市 | 小松市                       | 小松市 |
| 能 美 郡 | 三谷村   | 三谷村                                  | 蓮江村                     | 蓮江村                        | 明治40年8月5日 苗代村       | 昭和15年12月1日 小松市 | 小松市                       | 小松市 |
| 能 美 郡 | 小寺村   | 小寺村                                  | 白木村                     | 明治24年11月21日 改称 園江村  | 明治40年8月5日 白江村       | 昭和15年12月1日 小松市 | 小松市                       | 小松市 |
| 能 美 郡 | 園村     | 園村                                    | 白木村                     | 明治24年11月21日 改称 園江村  | 明治40年8月5日 白江村       | 昭和15年12月1日 小松市 | 小松市                       | 小松市 |
| 能 美 郡 | 上小松村 | 上小松村                                | 白木村                     | 明治24年11月21日 改称 園江村  | 明治40年8月5日 白江村       | 昭和15年12月1日 小松市 | 小松市                       | 小松市 |
| 能 美 郡 | 白江村   | 白江村                                  | 白木村                     | 明治24年11月21日 改称 園江村  | 明治40年8月5日 白江村       | 昭和15年12月1日 小松市 | 小松市                       | 小松市 |
| 能 美 郡 | 佐々木村 | 佐々木村                                | 白木村                     | 明治24年12月18日 沖杉村に編入 | 明治40年8月5日 白江村       | 昭和15年12月1日 小松市 | 小松市                       | 小松市 |
| 能 美 郡 | 打越村   | 打越村                                  | 沖杉村                     | 沖杉村                        | 明治40年8月5日 白江村       | 昭和15年12月1日 小松市 | 小松市                       | 小松市 |
| 能 美 郡 | 若杉村   | 若杉村                                  | 沖杉村                     | 沖杉村                        | 明治40年8月5日 白江村       | 昭和15年12月1日 小松市 | 小松市                       | 小松市 |
| 能 美 郡 | 八幡村   | 八幡村                                  | 沖杉村                     | 沖杉村                        | 明治40年8月5日 白江村       | 昭和15年12月1日 小松市 | 小松市                       | 小松市 |
| 能 美 郡 | 漆村     | 漆村                                    | 沖杉村                     | 沖杉村                        | 明治40年8月5日 白江村       | 昭和15年12月1日 小松市 | 小松市                       | 小松市 |
| 能 美 郡 | 沖村     | 沖村                                    | 沖杉村                     | 沖杉村                        | 明治40年8月5日 白江村       | 昭和15年12月1日 小松市 | 小松市                       | 小松市 |
| 能 美 郡 | 金屋村   | 金屋村                                  | 千針村                     | 千針村                        | 明治40年8月5日 白江村       | 昭和15年12月1日 小松市 | 小松市                       | 小松市 |
| 能 美 郡 | 能美村   | 能美村                                  | 千針村                     | 千針村                        | 明治40年8月5日 板津村       | 昭和15年12月1日 小松市 | 小松市                       | 小松市 |
| 能 美 郡 | 千代村   | 千代村                                  | 千針村                     | 千針村                        | 明治40年8月5日 板津村       | 昭和15年12月1日 小松市 | 小松市                       | 小松市 |
| 能 美 郡 | 一針村   | 一針村                                  | 千針村                     | 千針村                        | 明治40年8月5日 板津村       | 昭和15年12月1日 小松市 | 小松市                       | 小松市 |
| 能 美 郡 | 高堂村   | 高堂村                                  | 高田村                     | 高田村                        | 明治40年8月5日 板津村       | 昭和15年12月1日 小松市 | 小松市                       | 小松市 |
| 能 美 郡 | 高堂新村 | 高堂新村                                | 高田村                     | 高田村                        | 明治40年8月5日 板津村       | 昭和15年12月1日 小松市 | 小松市                       | 小松市 |
| 能 美 郡 | 野田村   | 野田村                                  | 高田村                     | 高田村                        | 明治40年8月5日 板津村       | 昭和15年12月1日 小松市 | 小松市                       | 小松市 |
| 能 美 郡 | 荒屋村   | 荒屋村                                  | 高田村                     | 高田村                        | 明治40年8月5日 板津村       | 昭和15年12月1日 小松市 | 小松市                       | 小松市 |
| 能 美 郡 | 長野田村 | 長野田村                                | 高田村                     | 高田村                        | 明治40年8月5日 板津村       | 昭和15年12月1日 小松市 | 小松市                       | 小松市 |
| 能 美 郡 | 島田村   | 島田村                                  | 田川村                     | 田川村                        | 明治40年8月5日 板津村       | 昭和15年12月1日 小松市 | 小松市                       | 小松市 |
| 能 美 郡 | 松梨村   | 松梨村                                  | 田川村                     | 田川村                        | 明治40年8月5日 板津村       | 昭和15年12月1日 小松市 | 小松市                       | 小松市 |
| 能 美 郡 | 犬丸村   | 犬丸村                                  | 田川村                     | 田川村                        | 明治40年8月5日 板津村       | 昭和15年12月1日 小松市 | 小松市                       | 小松市 |
| 能 美 郡 | 蛭川村   | 蛭川村                                  | 田川村                     | 田川村                        | 明治40年8月5日 板津村       | 昭和15年12月1日 小松市 | 小松市                       | 小松市 |
| 能 美 郡 | 御館村   | 御館村                                  | 田川村                     | 田川村                        | 明治40年8月5日 板津村       | 昭和15年12月1日 小松市 | 小松市                       | 小松市 |
| 能 美 郡 | 梯村     | 梯村                                    | 田川村                     | 田川村                        | 明治40年8月5日 板津村       | 昭和15年12月1日 小松市 | 小松市                       | 小松市 |
| 能 美 郡 | 大島村   | 大島村                                  | 田川村                     | 田川村                        | 明治40年8月5日 板津村       | 昭和15年12月1日 小松市 | 小松市                       | 小松市 |
| 能 美 郡 | 平面村   | 平面村                                  | 田川村                     | 田川村                        | 明治40年8月5日 板津村       | 昭和15年12月1日 小松市 | 小松市                       | 小松市 |
| 能 美 郡 | 荒木田村 | 荒木田村                                | 中海村                     | 中海村                        | 中海村                      | 中海村                 | 昭和30年4月1日 小松市に編入  | 小松市 |
| 能 美 郡 | 軽海村   | 軽海村                                  | 中海村                     | 中海村                        | 中海村                      | 中海村                 | 昭和30年4月1日 小松市に編入  | 小松市 |
| 能 美 郡 | 岩淵村   | 岩淵村                                  | 中海村                     | 中海村                        | 中海村                      | 中海村                 | 昭和30年4月1日 小松市に編入  | 小松市 |
| 能 美 郡 | 上麦口村 | 上麦口村                                | 中海村                     | 中海村                        | 中海村                      | 中海村                 | 昭和30年4月1日 小松市に編入  | 小松市 |
| 能 美 郡 | 下麦口村 | 下麦口村                                | 中海村                     | 中海村                        | 中海村                      | 中海村                 | 昭和30年4月1日 小松市に編入  | 小松市 |
| 能 美 郡 | 桂谷村   | 桂谷村                                  | 中海村                     | 中海村                        | 中海村                      | 中海村                 | 昭和30年4月1日 小松市に編入  | 小松市 |
| 能 美 郡 | 原村     | 原村                                    | 中海村                     | 中海村                        | 中海村                      | 中海村                 | 昭和30年4月1日 小松市に編入  | 小松市 |
| 能 美 郡 | 嵐村     | 嵐村                                    | 中海村                     | 中海村                        | 中海村                      | 中海村                 | 昭和30年4月1日 小松市に編入  | 小松市 |
| 能 美 郡 | 中峠村   | 中峠村                                  | 中海村                     | 中海村                        | 中海村                      | 中海村                 | 昭和30年4月1日 小松市に編入  | 小松市 |
| 能 美 郡 | 中村     | 中村                                    | 中海村                     | 中海村                        | 中海村                      | 中海村                 | 昭和30年4月1日 小松市に編入  | 小松市 |
| 江 沼 郡 | 月津村   | 月津村                                  | 月津村                     | 月津村                        | 月津村の一部                | 月津村の一部           | 昭和30年4月1日 小松市に編入  | 小松市 |
| 江 沼 郡 | 額見村   | 額見村                                  | 月津村                     | 月津村                        | 月津村の一部                | 月津村の一部           | 昭和30年4月1日 小松市に編入  | 小松市 |
| 江 沼 郡 | 矢田村   | 矢田村                                  | 月津村                     | 月津村                        | 月津村の一部                | 月津村の一部           | 昭和30年4月1日 小松市に編入  | 小松市 |
| 江 沼 郡 | 矢田新村 | 矢田新村                                | 月津村                     | 月津村                        | 月津村の一部                | 月津村の一部           | 昭和30年4月1日 小松市に編入  | 小松市 |
| 江 沼 郡 | 月津新村 | 月津新村                                | 月津村                     | 月津村                        | 月津村の一部                | 月津村の一部           | 昭和30年4月1日 小松市に編入  | 小松市 |
| 江 沼 郡 | 那谷村   | 那谷村                                  | 那谷村                     | 那谷村                        | 那谷村                      | 那谷村                 | 昭和30年4月1日 小松市に編入  | 小松市 |
| 江 沼 郡 | 菩提村   | 菩提村                                  | 那谷村                     | 那谷村                        | 那谷村                      | 那谷村                 | 昭和30年4月1日 小松市に編入  | 小松市 |
| 江 沼 郡 | 滝ヶ原村 | 滝ヶ原村                                | 那谷村                     | 那谷村                        | 那谷村                      | 那谷村                 | 昭和30年4月1日 小松市に編入  | 小松市 |
| 江 沼 郡 | 矢田野村 | 矢田野村                                | 矢田野村                   | 矢田野村                      | 矢田野村                    | 矢田野村               | 昭和30年4月1日 小松市に編入  | 小松市 |
| 江 沼 郡 | 下粟津村 | 下粟津村                                | 矢田野村                   | 矢田野村                      | 矢田野村                    | 矢田野村               | 昭和30年4月1日 小松市に編入  | 小松市 |
| 江 沼 郡 | 林村     | 林村                                    | 矢田野村                   | 矢田野村                      | 矢田野村                    | 矢田野村               | 昭和30年4月1日 小松市に編入  | 小松市 |
| 江 沼 郡 | 荒屋村   | 荒屋村                                  | 矢田野村                   | 矢田野村                      | 矢田野村                    | 矢田野村               | 昭和30年4月1日 小松市に編入  | 小松市 |
| 江 沼 郡 | 二ツ梨村 | 二ツ梨村                                | 矢田野村                   | 矢田野村                      | 矢田野村                    | 矢田野村               | 昭和30年4月1日 小松市に編入  | 小松市 |
| 江 沼 郡 | 戸津村   | 戸津村                                  | 矢田野村                   | 矢田野村                      | 矢田野村                    | 矢田野村               | 昭和30年4月1日 小松市に編入  | 小松市 |
| 江 沼 郡 | 湯上村   | 湯上村                                  | 矢田野村                   | 矢田野村                      | 矢田野村                    | 矢田野村               | 昭和30年4月1日 小松市に編入  | 小松市 |
| 大 野 郡 | 新保村   | 明治5年11月17日 所属変更 能美郡新保村   | 新丸村                     | 新丸村                        | 新丸村                      | 新丸村                 | 昭和31年9月30日 小松市に編入 | 小松市 |
| 大 野 郡 | 須納谷村 | 明治5年11月17日 所属変更 能美郡須納谷村 | 新丸村                     | 新丸村                        | 新丸村                      | 新丸村                 | 昭和31年9月30日 小松市に編入 | 小松市 |
| 大 野 郡 | 丸山村   | 明治5年11月17日 所属変更 能美郡丸山村   | 新丸村                     | 新丸村                        | 新丸村                      | 新丸村                 | 昭和31年9月30日 小松市に編入 | 小松市 |
| 大 野 郡 | 小原村   | 明治5年11月17日 所属変更 能美郡小原村   | 新丸村                     | 新丸村                        | 新丸村                      | 新丸村                 | 昭和31年9月30日 小松市に編入 | 小松市 |
| 大 野 郡 | 杖村     | 明治5年11月17日 所属変更 能美郡杖村     | 新丸村                     | 新丸村                        | 新丸村                      | 新丸村                 | 昭和31年9月30日 小松市に編入 | 小松市 |
| 能 美 郡 | 塩原村   | 塩原村                                  | 西尾村                     | 西尾村                        | 西尾村                      | 西尾村                 | 昭和31年9月30日 小松市に編入 | 小松市 |
| 能 美 郡 | 布橋村   | 布橋村                                  | 西尾村                     | 西尾村                        | 西尾村                      | 西尾村                 | 昭和31年9月30日 小松市に編入 | 小松市 |
| 能 美 郡 | 沢村     | 沢村                                    | 西尾村                     | 西尾村                        | 西尾村                      | 西尾村                 | 昭和31年9月30日 小松市に編入 | 小松市 |
| 能 美 郡 | 三ツ谷村 | 三ツ谷村                                | 西尾村                     | 西尾村                        | 西尾村                      | 西尾村                 | 昭和31年9月30日 小松市に編入 | 小松市 |
| 能 美 郡 | 松岡村   | 松岡村                                  | 西尾村                     | 西尾村                        | 西尾村                      | 西尾村                 | 昭和31年9月30日 小松市に編入 | 小松市 |
| 能 美 郡 | 池城村   | 池城村                                  | 西尾村                     | 西尾村                        | 西尾村                      | 西尾村                 | 昭和31年9月30日 小松市に編入 | 小松市 |
| 能 美 郡 | 岩上村   | 岩上村                                  | 西尾村                     | 西尾村                        | 西尾村                      | 西尾村                 | 昭和31年9月30日 小松市に編入 | 小松市 |
| 能 美 郡 | 尾小屋村 | 尾小屋村                                | 西尾村                     | 西尾村                        | 西尾村                      | 西尾村                 | 昭和31年9月30日 小松市に編入 | 小松市 |
| 能 美 郡 | 西俣村   | 西俣村                                  | 西尾村                     | 西尾村                        | 西尾村                      | 西尾村                 | 昭和31年9月30日 小松市に編入 | 小松市 |
| 能 美 郡 | 観音下村 | 観音下村                                | 西尾村                     | 西尾村                        | 西尾村                      | 西尾村                 | 昭和31年9月30日 小松市に編入 | 小松市 |
| 能 美 郡 | 波佐羅村 | 波佐羅村                                | 西尾村                     | 西尾村                        | 西尾村                      | 西尾村                 | 昭和31年9月30日 小松市に編入 | 小松市 |
| 能 美 郡 | 金平村   | 金平村                                  | 金野村                     | 金野村                        | 金野村                      | 金野村                 | 昭和31年9月30日 小松市に編入 | 小松市 |
| 能 美 郡 | 大野村   | 大野村                                  | 金野村                     | 金野村                        | 金野村                      | 金野村                 | 昭和31年9月30日 小松市に編入 | 小松市 |
| 能 美 郡 | 花坂村   | 花坂村                                  | 金野村                     | 金野村                        | 金野村                      | 金野村                 | 昭和31年9月30日 小松市に編入 | 小松市 |
| 能 美 郡 | 正蓮寺村 | 正蓮寺村                                | 金野村                     | 金野村                        | 金野村                      | 金野村                 | 昭和31年9月30日 小松市に編入 | 小松市 |
| 能 美 郡 | 五国寺村 | 五国寺村                                | 金野村                     | 金野村                        | 金野村                      | 金野村                 | 昭和31年9月30日 小松市に編入 | 小松市 |
| 能 美 郡 | 江指村   | 江指村                                  | 金野村                     | 金野村                        | 金野村                      | 金野村                 | 昭和31年9月30日 小松市に編入 | 小松市 |
| 能 美 郡 | 大杉村   | 大杉村                                  | 大杉村                     | 大杉村                        | 明治40年8月5日 大杉谷村     | 大杉谷村               | 昭和31年9月30日 小松市に編入 | 小松市 |
| 能 美 郡 | 長谷村   | 長谷村                                  | 瀬谷村                     | 瀬谷村                        | 明治40年8月5日 大杉谷村     | 大杉谷村               | 昭和31年9月30日 小松市に編入 | 小松市 |
| 能 美 郡 | 波佐谷村 | 波佐谷村                                | 瀬谷村                     | 瀬谷村                        | 明治40年8月5日 大杉谷村     | 大杉谷村               | 昭和31年9月30日 小松市に編入 | 小松市 |
| 能 美 郡 | 瀬領村   | 瀬領村                                  | 瀬谷村                     | 瀬谷村                        | 明治40年8月5日 大杉谷村     | 大杉谷村               | 昭和31年9月30日 小松市に編入 | 小松市 |
| 能 美 郡 | 打木村   | 打木村                                  | 瀬谷村                     | 瀬谷村                        | 明治40年8月5日 大杉谷村     | 大杉谷村               | 昭和31年9月30日 小松市に編入 | 小松市 |
| 能 美 郡 | 上リ江村 | 上リ江村                                | 瀬谷村                     | 瀬谷村                        | 明治40年8月5日 大杉谷村     | 大杉谷村               | 昭和31年9月30日 小松市に編入 | 小松市 |
| 能 美 郡 | 赤瀬村   | 赤瀬村                                  | 瀬谷村                     | 瀬谷村                        | 明治40年8月5日 大杉谷村     | 大杉谷村               | 昭和31年9月30日 小松市に編入 | 小松市 |
| 能 美 郡 | 古浜村   | 古浜村                                  | 古河村                     | 古河村                        | 明治40年8月5日 国府村の一部 | 国府村の一部           | 昭和31年9月30日 小松市に編入 | 小松市 |
| 能 美 郡 | 国府村   | 明治8年 古府村                          | 古河村                     | 古河村                        | 明治40年8月5日 国府村の一部 | 国府村の一部           | 昭和31年9月30日 小松市に編入 | 小松市 |
| 能 美 郡 | 埴田村   | 明治8年 古府村                          | 古河村                     | 古河村                        | 明治40年8月5日 国府村の一部 | 国府村の一部           | 昭和31年9月30日 小松市に編入 | 小松市 |
| 能 美 郡 | 小野村   | 小野村                                  | 古河村                     | 古河村                        | 明治40年8月5日 国府村の一部 | 国府村の一部           | 昭和31年9月30日 小松市に編入 | 小松市 |
| 能 美 郡 | 河田村   | 河田村                                  | 古河村                     | 古河村                        | 明治40年8月5日 国府村の一部 | 国府村の一部           | 昭和31年9月30日 小松市に編入 | 小松市 |
| 能 美 郡 | 下八里村 | 下八里村                                | 里川村 の一部              | 里川村の一部                  | 明治40年8月5日 国府村の一部 | 国府村の一部           | 昭和31年9月30日 小松市に編入 | 小松市 |
| 能 美 郡 | 上八里村 | 上八里村                                | 里川村 の一部              | 里川村の一部                  | 明治40年8月5日 国府村の一部 | 国府村の一部           | 昭和31年9月30日 小松市に編入 | 小松市 |
| 能 美 郡 | 盲谷村   | 盲谷村                                  | 里川村 の一部              | 里川村の一部                  | 明治40年8月5日 国府村の一部 | 国府村の一部           | 昭和31年9月30日 小松市に編入 | 小松市 |
| 能 美 郡 | 鵜川村   | 鵜川村                                  | 里川村 の一部              | 里川村の一部                  | 明治40年8月5日 国府村の一部 | 国府村の一部           | 昭和31年9月30日 小松市に編入 | 小松市 |
| 能 美 郡 | 遊泉寺村 | 遊泉寺村                                | 里川村 の一部              | 里川村の一部                  | 明治40年8月5日 国府村の一部 | 国府村の一部           | 昭和31年9月30日 小松市に編入 | 小松市 |
| 能 美 郡 | 立明寺村 | 立明寺村                                | 里川村 の一部              | 里川村の一部                  | 明治40年8月5日 国府村の一部 | 国府村の一部           | 昭和31年9月30日 小松市に編入 | 小松市 |

## 人口
| |                                        |  |
| 小松市と全国の年齢別人口分布（2005年） | 小松市の年齢・男女別人口分布（2005年） |  |
| ■紫色 ― 小松市 ■緑色 ― 日本全国 | ■青色 ― 男性 ■赤色 ― 女性              |  |
| 小松市（に相当する地域）の人口の推移 \| 1970年（昭和45年） \| 95,684人 \| \| \| 1975年（昭和50年） \| 100,273人 \| \| \| 1980年（昭和55年） \| 104,329人 \| \| \| 1985年（昭和60年） \| 106,041人 \| \| \| 1990年（平成2年） \| 106,075人 \| \| \| 1995年（平成7年） \| 107,965人 \| \| \| 2000年（平成12年） \| 108,622人 \| \| \| 2005年（平成17年） \| 109,084人 \| \| \| 2010年（平成22年） \| 108,433人 \| \| \| 2015年（平成27年） \| 106,919人 \| \| \| 2020年（令和2年） \| 106,216人 \| \| |                                        |  |
| 総務省統計局 国勢調査より |                                        |  |
| 1970年（昭和45年） | 95,684人                               |  |
| 1975年（昭和50年） | 100,273人                              |  |
| 1980年（昭和55年） | 104,329人                              |  |
| 1985年（昭和60年） | 106,041人                              |  |
| 1990年（平成2年） | 106,075人                              |  |
| 1995年（平成7年） | 107,965人                              |  |
| 2000年（平成12年） | 108,622人                              |  |
| 2005年（平成17年） | 109,084人                              |  |
| 2010年（平成22年） | 108,433人                              |  |
| 2015年（平成27年） | 106,919人                              |  |
| 2020年（令和2年） | 106,216人                              |  |

## 経済

### 産業

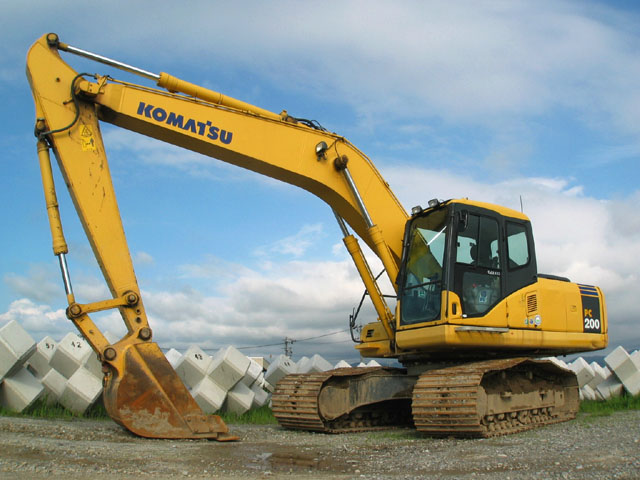
コマツ製の建設機械

産業機械大手、建設機械のシェア世界第2位の小松製作所（コマツ）の本拠地である。
そのためいわゆる企業城下町となっており、小松市とその周辺は日本有数の機械工業の産業集積地域であると言われる。
コマツ以外にも、村田製作所、ブリヂストン、ジェイ・バス、コマニー、小松ウオール工業、共和工業所などの事業所がある。
また、近隣の能美市・能美郡川北町には東芝、ソニー、パナソニックなどの事業所があり、その関連企業が小松市を含む南加賀地方に集積している。
繊維業も盛ん。能美市にある小松マテーレ、東レ、加賀市にある帝人などの事業所の関連企業がある。
このように機械工業・繊維業が盛んなので、小松市とその一帯は北陸随一の産業地帯としてのイメージが強い。イグサの生産の北限であり、そのイグサを使用した畳は「小松表」の名で知られる。
また、加賀絹や九谷焼などの伝統工芸の産地としても有名である。
明治時代の近代期から昭和の戦後期にかけて尾小屋鉱山で銅の採掘が行われていた。
農業では自然環境とのバランスが保たれていることから環境王国認定協議会に環境王国に認定される。

#### 主な事業所
- コマツ粟津工場 - コマツの主力工場、建設機械の製造など
- コマツNTC粟津工場 - （工作機械、半導体ウエハの製造装置、液晶製造装置の開発など
- コマニー - 名証二部上場、間仕切り（パーティション）で売り上げ、シェア共にトップ
- 小松ウオール工業 - 東証一部上場、間仕切り（パーティション）の製造
- 共和工業所 - ジャスダック市場上場、各種ボルトの製造
- ジェイ・バス - 日野・いすゞ合弁のバス生産拠点。元日野車体工業
- 小松村田製作所 - 電子部品の製造、村田製作所の関連企業
- クマリフト小松工場 - 昇降機の製造、小荷物用エレベータでトップシェア
- 大京 - 建設機械の部品製造など
- 帝人加工糸 - 帝人ファイバーのグループ会社
- 東レ・ダウコーニング小松工場
- ブリヂストンEMK北陸事業所 - ブリヂストンのグループ会社
- 松葉屋 - 栗蒸し羊羹「月よみ山路」の製造・販売

#### 工業団地
- 小松鉄工団地
- 南部工業団地
- 東部産業振興団地
- 串工業団地
- 矢田野工業団地

### 物流

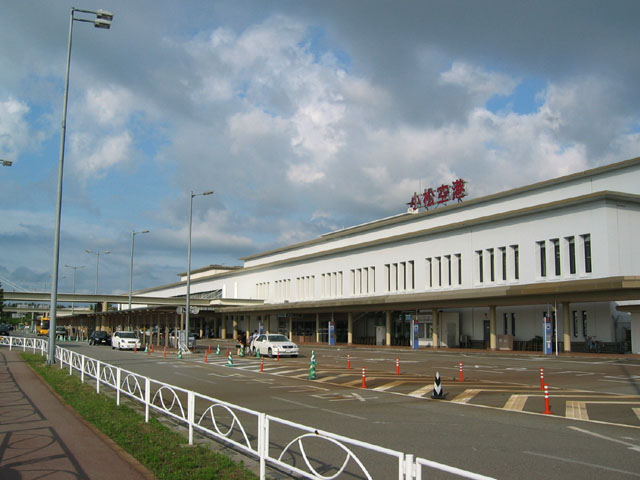
小松空港ターミナルビル

小松市には市の中心部から程近いところに小松空港がある。北陸の拠点空港として、北陸地方と日本各地を結んでいる。韓国や中国との定期便も開設され、国際空港として整備された。そのため、小松市は北陸地域の重要な物流拠点でもある。
また、小松空港は自衛隊との共用飛行場であり、航空自衛隊が小松基地を配置している。自衛隊の小松市への経済波及効果も大きい。

#### 主な商業施設
- アル・プラザ小松
- イオン小松店
- フレスポ小松
- イオンモール新小松

## 観光

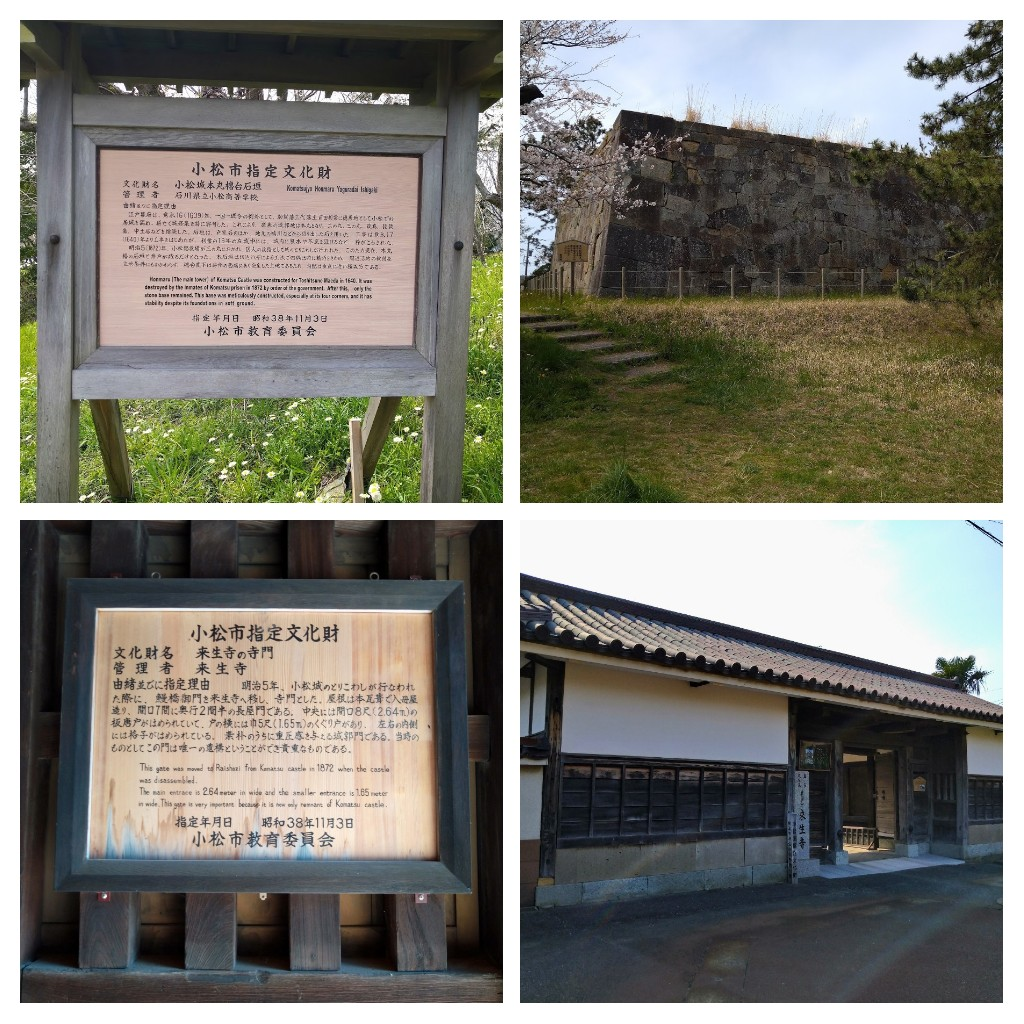
小松城址

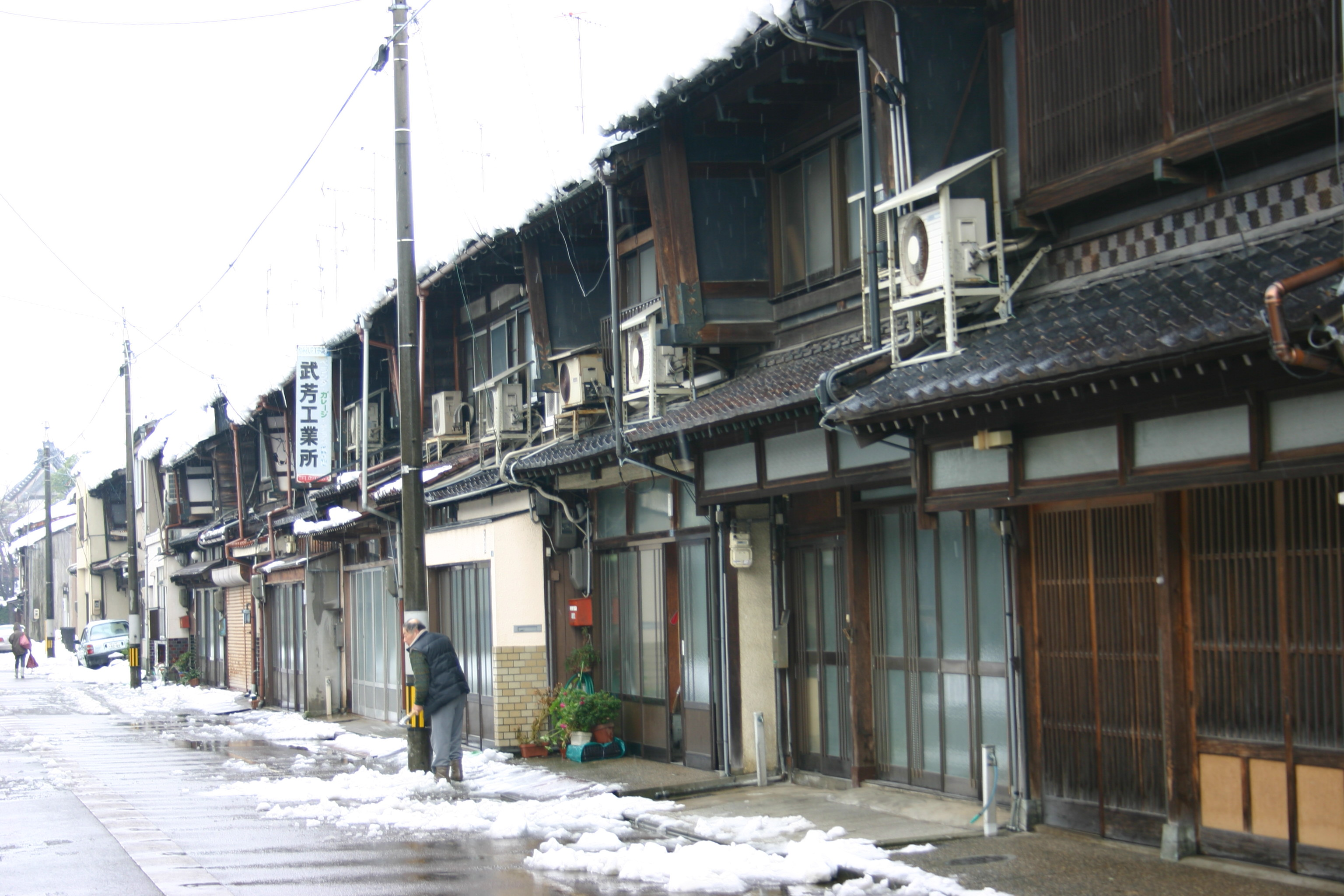
小松市の旧市街

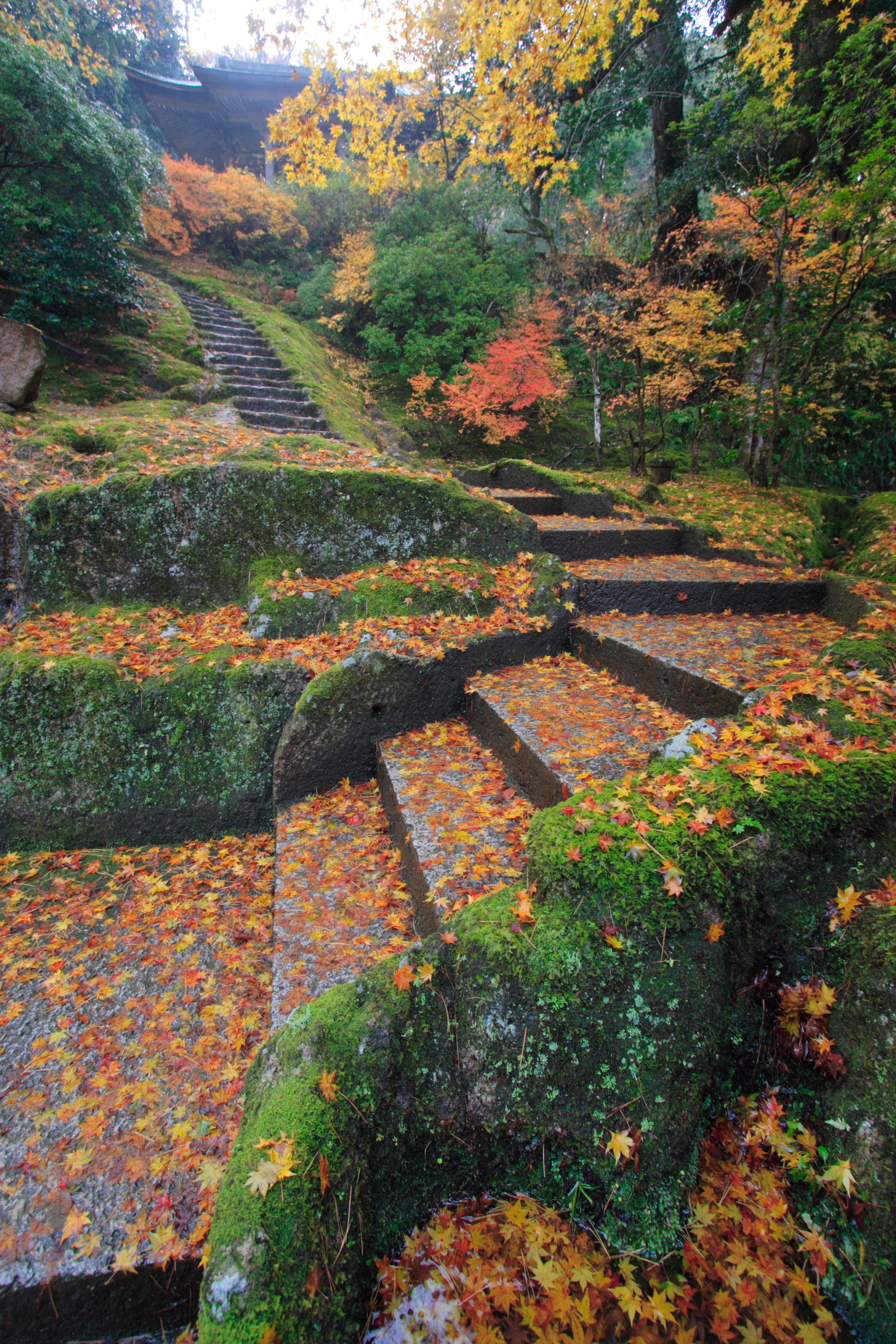
那谷寺

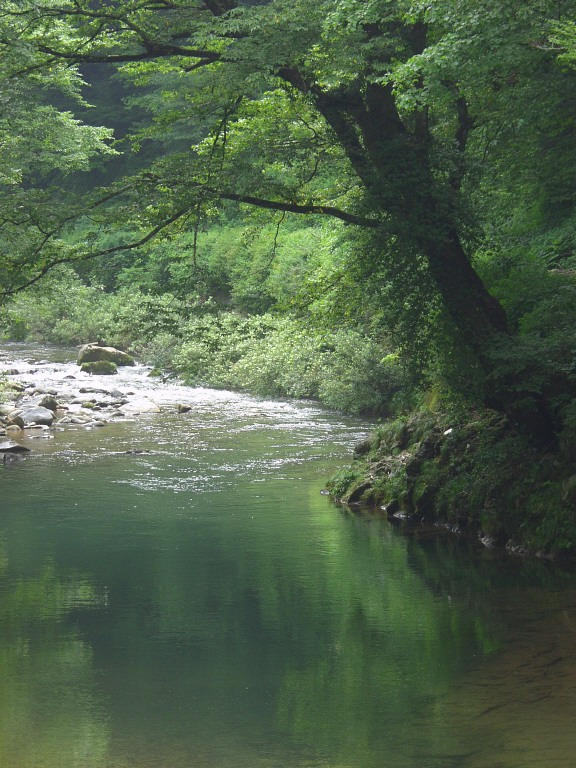
大日川 - 小松市郊外

工業・空港の町として見られることの多い小松市だが、小松城城下町として形成された市内中心部から加賀市動橋（いぶりばし）までの旧北国街道（北陸街道）沿いには、約10kmにわたって往事を偲ばせる町並みがある。
また、有名なものとしては歌舞伎の定番『勧進帳』の舞台安宅の関がある。歌舞伎といえば、市の中心部では5月中頃に子供歌舞伎で有名なお旅まつりが行われる。お旅まつりでは、京都の祇園祭のように曳山（山車）が町を巡る。曳山はそのまま小さな歌舞伎舞台となり、町の辻々で子供たちが歌舞伎を披露する。歌舞伎に所縁のある市として、小松市は「歌舞伎の町」をスローガンに町興しを行なっている。
市役所の近郊には前田家ゆかりの小松城址をはじめとして芦城公園• 葭島神社•小松天満宮などの史跡や重要文化財等がある。小松城の歴史は寛永16年（1639年）、2代藩主前田利常の隠居城という名目で築城された。完成した城域は金沢城の約二倍の規模を誇ったという。利常の死後は加賀藩金沢城の支城となり、城番により統治され、明治維新を迎えた。現在、城域はそれぞれ隣接する小松市役所、芦城公園、石川県立小松高等学校として開発され、遺構の保存状態は良くないが、天守台及び内堀の石垣が残る。建造物としては、鰻橋御門が小松市園町の来生寺寺門に移築され現存する。また、芦城公園については1904年（明治37年）に小松城三ノ丸跡に作られた回遊式庭園である。これは兼六園を手本に作られており、園内には小川や池が多数配されている。石川県の桜の名所として有名である。
2011年5月12日、小松駅前のコマツ小松工場跡地にこまつの杜がオープン。世界最大級のダンプトラック「コマツ930E」が展示されており、子供向けの展示施設である「わくわくコマツ館」、小松の自然を再現した「げんき里山」がある。
市内の粟津温泉には世界最古の同族企業として、ギネスブックにも載る法師旅館という温泉旅館がある。この旅館は718年（養老2年）の創業であり、開業当初から続く家系によって経営されている。
粟津温泉近くの那谷寺は奇観を有する境内が有名で、秋の紅葉が特に美しい。
粟津温泉以外にも、市内には多数の温泉が湧く。総湯と呼ばれる共同浴場や銭湯が町のあちこちにあり、手軽に温泉を楽しめる。温泉が水道のように供給されているマンションもある。
市街地から東に行くと山岳地域に入り、美しい渓谷に恵まれている。古い集落が点在しており、山村文化が色濃い。豊かな自然とその景観を活かして、山菜料理を楽しめる民宿やレストランが点在しているキャンプ場も多く、自然の中でキャンプやバーベキューを手軽に楽しめる。丸山町地区は県内随一のミズバショウの群生地であり、横谷ミズバショウ群生地として知られる。
市内から少し山に入ったところにあるハニベ巌窟院は、いわゆるB級スポットとして密かな人気がある。
海岸線は短く大半が砂浜、砂利浜である。
安宅神社近くに海水浴場、安宅新町には海岸に面して設備の整った小松ふれあい健康広場キャンプ場がある。

### 祭り・イベント

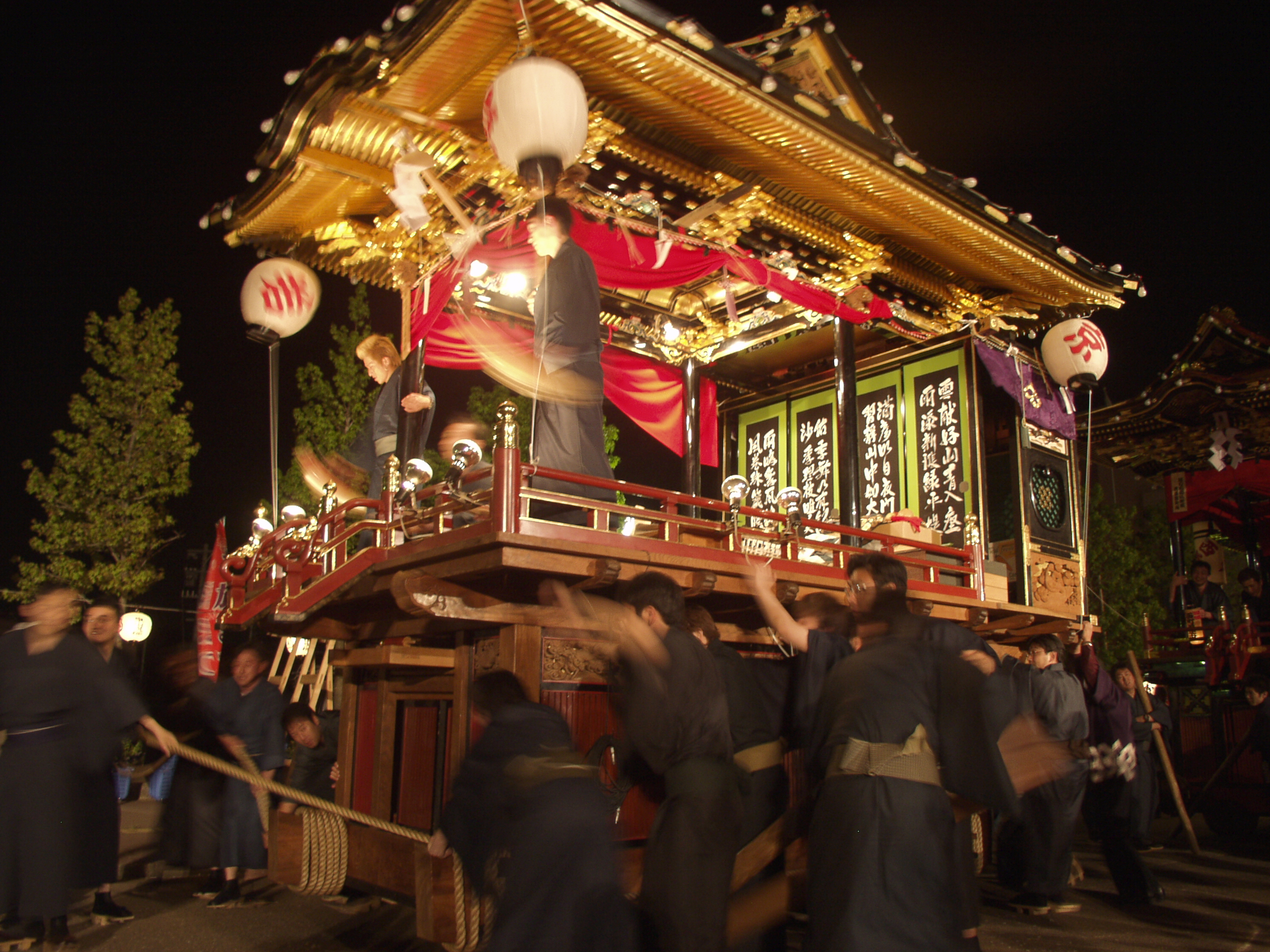
お旅まつりの曳山。曳山は氏子の手で引き回される。歌舞伎で使われる拍子木で音頭を取り、引き手の呼吸を合わせる。

- お旅まつり （5月中旬、県の無形民俗文化財）
- 日本こども歌舞伎まつりin小松 （5月中旬）
- おっしょべ祭り （8月下旬）
- 航空自衛隊小松基地 航空祭 （9月）
- 悪魔祓い （9月中旬、市の無形民俗文化財）
- どんどんまつり （10月中旬）

### 名所・旧跡
- 安宅の関
- 葭島神社
- 小松天満宮
- 安宅住吉神社
- 那谷寺

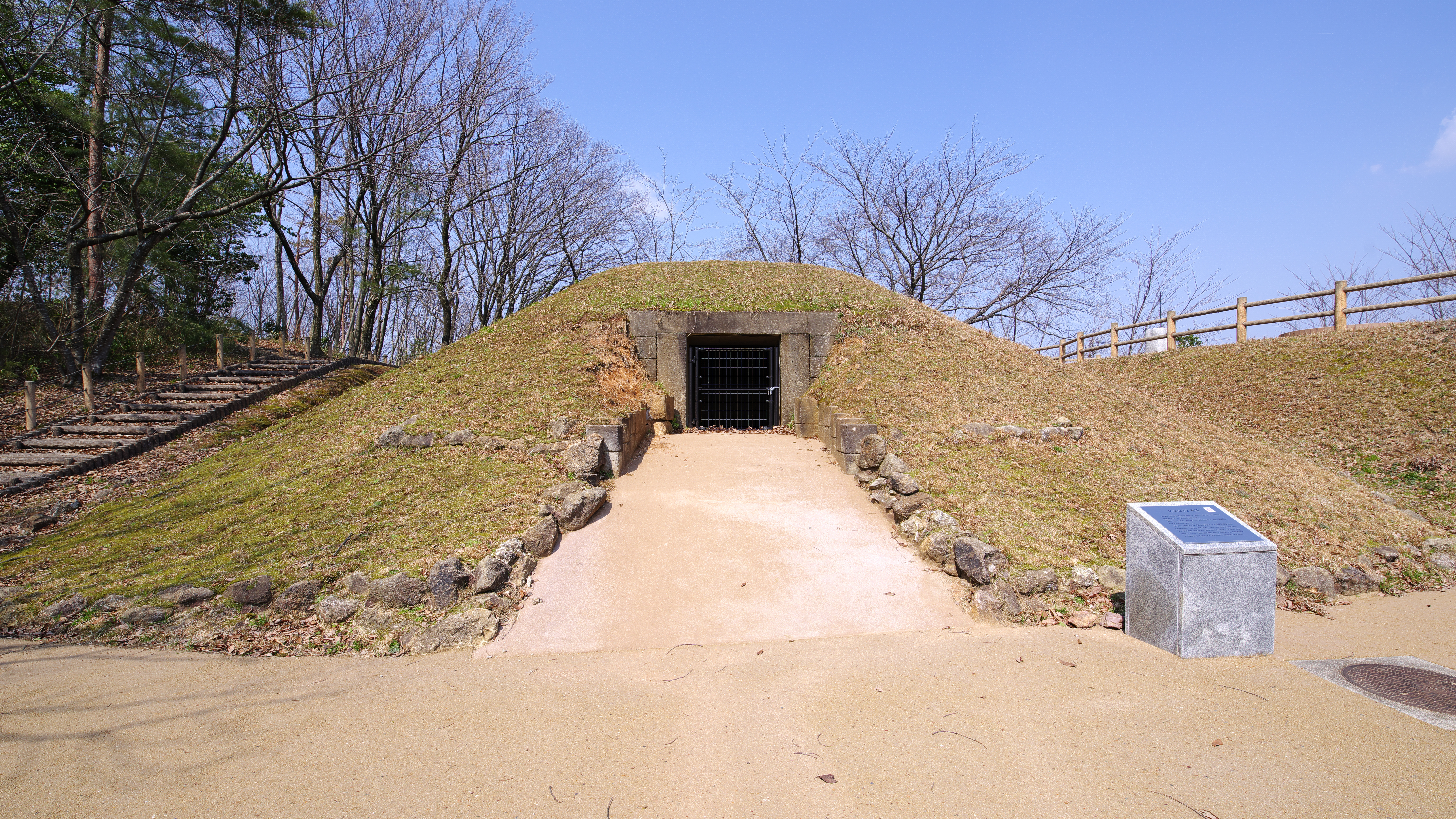
河田山古墳群（12号墳）

- 西圓寺 (小松市) - 廃寺。旧境内には社会福祉法人・佛子園が運営管理する総合福祉施設「三草二木西圓寺」がある。
- 芦城公園
- 小松城跡
- ハニベ巌窟院
- こまつの杜
- 横谷ミズバショウ群生地
- 木場潟公園
- 河田山（こうだやま）古墳群 - 小松市国府台、加賀国府ものがたり館（旧河田山古墳群史跡資料館）がある

### 保養・休憩施設

#### 温泉
- 粟津温泉

加賀温泉郷の一つに数えられる。

#### スキー場
- 大倉岳高原スキー場

#### ゴルフ場
- 那谷寺カントリー倶楽部
- 小松カントリー倶楽部
- GOLF CLUBツインフィールズ
- 小松ゴルフ倶楽部（2023年3月1日に「小松パブリック」から名称変更[33]）

## 行政

### 歴代市長
- 市長：宮橋勝栄（2021年4月13日就任、2期目）

| 代 | 人 | 氏名       | 就任                      | 退任                      | 備考                     |
| -- | -- | ---------- | ------------------------- | ------------------------- | ------------------------ |
|    | 1  | 山口又八   | 1940年（昭和15年）12月1日 | 1941年（昭和16年）1月13日 | 臨時代理                 |
| 1  | 1  | 山口又八   | 1941年（昭和16年）1月14日 | 1945年（昭和20年）1月13日 |                          |
| 2  | 1  | 山口又八   | 1945年（昭和20年）1月14日 | 1947年（昭和22年）1月16日 | [ 34 ]                   |
| 3  | 2  | 和田伝四郎 | 1947年（昭和22年）4月5日  | 1951年（昭和26年）4月4日  |                          |
| 4  | 2  | 和田伝四郎 | 1951年（昭和26年）4月23日 | 1955年（昭和30年）4月22日 |                          |
| 5  | 2  | 和田伝四郎 | 1955年（昭和30年）5月2日  | 1959年（昭和34年）5月1日  |                          |
| 6  | 2  | 和田伝四郎 | 1959年（昭和34年）5月2日  | 1963年（昭和38年）5月1日  |                          |
| 7  | 3  | 藤井栄次   | 1963年（昭和38年）5月2日  | 1967年（昭和42年）5月1日  |                          |
| 8  | 4  | 佐竹弘造   | 1967年（昭和42年）5月2日  | 1971年（昭和46年）5月1日  |                          |
| 9  | 4  | 佐竹弘造   | 1971年（昭和46年）5月2日  | 1972年（昭和47年）7月5日  | [ 注釈 3 ]               |
| 10 | 5  | 竹内伊知   | 1972年（昭和47年）8月6日  | 1976年（昭和51年）8月5日  |                          |
| 11 | 5  | 竹内伊知   | 1976年（昭和51年）8月6日  | 1980年（昭和55年）8月5日  |                          |
| 12 | 6  | 竹田又男   | 1980年（昭和55年）8月6日  | 1984年（昭和59年）8月5日  |                          |
| 13 | 6  | 竹田又男   | 1984年（昭和59年）8月6日  | 1988年（昭和63年）8月5日  |                          |
| 14 | 6  | 竹田又男   | 1988年（昭和63年）8月6日  | 1992年（平成4年）8月5日   |                          |
| 15 | 7  | 北栄一郎   | 1992年（平成4年）8月6日   | 1996年（平成8年）8月5日   |                          |
| 16 | 7  | 北栄一郎   | 1996年（平成8年）8月6日   | 1997年（平成9年）3月15日  | [ 注釈 4 ]               |
|    |    | 北出信正   | 1997年（平成9年）3月16日  | 1997年（平成9年）4月12日  | 総務課長、市長職務代理者 |
| 17 | 8  | 西村徹     | 1997年（平成9年）4月13日  | 2001年（平成13年）4月12日 |                          |
| 18 | 8  | 西村徹     | 2001年（平成13年）4月13日 | 2005年（平成17年）4月12日 |                          |
| 19 | 8  | 西村徹     | 2005年（平成17年）4月13日 | 2009年（平成21年）4月12日 |                          |
| 20 | 9  | 和田愼司   | 2009年（平成21年）4月13日 | 2013年（平成25年）4月12日 |                          |
| 21 | 9  | 和田愼司   | 2013年（平成25年）4月13日 | 2017年（平成29年）4月12日 |                          |
| 22 | 9  | 和田愼司   | 2017年（平成29年）4月13日 | 2021年（令和3年）4月12日  |                          |
| 23 | 10 | 宮橋勝栄   | 2021年（令和3年）4月13日  | 2025年（令和7年）4月12日  |                          |
| 24 | 10 | 宮橋勝栄   | 2025年（令和7年）4月13日  | 現職                      |                          |

### 歴代市長選結果
| 回 | 選挙執行日                | 投票率 （%） | 候補者     | 新旧別 | 得票数 | 得票率 （%） |
| -- | ------------------------- | ------------ | ---------- | ------ | ------ | ------------ |
| 1  | 1947年（昭和22年）4月5日  |              | 和田伝四郎 | 新     | 11,384 | 42.52        |
| 1  | 1947年（昭和22年）4月5日  | 麦谷太一     | 新         | 10,273 | 38.37  |              |
| 1  | 1947年（昭和22年）4月5日  | 渡辺栄吉     | 新         | 5,117  | 19.11  |              |
| 2  | 1951年（昭和26年）4月24日 | 96.0         | 和田伝四郎 | 現     | 18,976 | 55.85        |
| 2  | 1951年（昭和26年）4月24日 | 96.0         | 渡辺栄吉   | 新     | 15,003 | 44.15        |
| 3  | 1955年（昭和30年）4月30日 | 94.0         | 和田伝四郎 | 現     | 21,251 | 54.19        |
| 3  | 1955年（昭和30年）4月30日 | 94.0         | 宮川精一   | 新     | 15,946 | 40.46        |
| 3  | 1955年（昭和30年）4月30日 | 94.0         | 山口又八   | 新     | 2,021  | 5.15         |
| 4  | 1959年（昭和34年）4月30日 | 94.98        | 和田伝四郎 | 現     | 25,619 | 51.73        |
| 4  | 1959年（昭和34年）4月30日 | 94.98        | 上田政次   | 新     | 23,910 | 48.27        |
| 5  | 1963年（昭和38年）4月30日 | 94.29        | 藤井栄次   | 新     | 27,964 | 52.69        |
| 5  | 1963年（昭和38年）4月30日 | 94.29        | 和田伝四郎 | 現     | 25,110 | 47.31        |
| 6  | 1967年（昭和42年）4月28日 | 93.62        | 佐竹弘造   | 新     | 27,378 | 50.3         |
| 6  | 1967年（昭和42年）4月28日 | 93.62        | 藤井栄次   | 現     | 25,195 | 46.29        |
| 6  | 1967年（昭和42年）4月28日 | 93.62        | 大谷充     | 新     | 1,854  | 3.41         |
| 7  | 1971年（昭和46年）4月25日 | 93.12        | 佐竹弘造   | 現     | 44,007 | 77.67        |
| 7  | 1971年（昭和46年）4月25日 | 93.12        | 林勇       | 新     | 12,654 | 22.33        |
| 8  | 1972年（昭和47年）8月6日  | 87.41        | 竹内伊知   | 新     | 29,931 | 51.98        |
| 8  | 1972年（昭和47年）8月6日  | 87.41        | 竹田又男   | 新     | 26,741 | 46.47        |
| 8  | 1972年（昭和47年）8月6日  | 87.41        | 林勇       | 新     | 902    | 1.57         |
| 9  | 1976年（昭和51年）8月1日  | 82.66        | 竹内伊知   | 現     | 30,641 | 54.48        |
| 9  | 1976年（昭和51年）8月1日  | 82.66        | 国分茂保   | 新     | 25,601 | 45.52        |
| 10 | 1980年（昭和55年）7月20日 | 87.03        | 竹田又男   | 新     | 30,836 | 50.13        |
| 10 | 1980年（昭和55年）7月20日 | 87.03        | 竹内伊知   | 現     | 30,680 | 49.87        |
| 11 | 1984年（昭和59年）7月29日 | 57.77        | 竹田又男   | 現     | 36,789 | 88.84        |
| 11 | 1984年（昭和59年）7月29日 | 57.77        | 本田正和   | 新     | 4,622  | 11.16        |
| 12 | 1988年（昭和63年）7月24日 | 70.49        | 竹田又男   | 現     | 44,562 | 87.56        |
| 12 | 1988年（昭和63年）7月24日 | 70.49        | 庭田一義   | 新     | 6,332  | 12.44        |
| 13 | 1992年（平成4年）7月12日  | 86.45        | 北栄一郎   | 新     | 36,252 | 53.80        |
| 13 | 1992年（平成4年）7月12日  | 86.45        | 竹田又男   | 現     | 31,127 | 46.20        |
| 14 | 1996年（平成8年）7月7日   | 54.75        | 北栄一郎   | 現     | 37,594 | 87.41        |
| 14 | 1996年（平成8年）7月7日   | 54.75        | 新井田義弘 | 新     | 5,414  | 12.59        |
| 15 | 1997年（平成9年）4月13日  | 74.00        | 西村徹     | 新     | 33,513 | 56.07        |
| 15 | 1997年（平成9年）4月13日  | 74.00        | 北栄一郎   | 前     | 21,324 | 35.68        |
| 15 | 1997年（平成9年）4月13日  | 74.00        | 谷口尭郎   | 新     | 4,934  | 8.25         |
| 16 | 2001年（平成13年）3月25日 | 52.35        | 西村徹     | 現     | 37,375 | 86.87        |
| 16 | 2001年（平成13年）3月25日 | 52.35        | 新井田義弘 | 新     | 5,649  | 13.13        |
| 17 | 2005年（平成17年）3月25日 | 73.75        | 西村徹     | 現     | 28,633 | 45.26        |
| 17 | 2005年（平成17年）3月25日 | 73.75        | 和田愼司   | 新     | 25,973 | 41.05        |
| 17 | 2005年（平成17年）3月25日 | 73.75        | 北栄一郎   | 元     | 8,658  | 13.69        |
| 18 | 2009年（平成21年）3月29日 | 72.10        | 和田愼司   | 新     | 34,646 | 56.02        |
| 18 | 2009年（平成21年）3月29日 | 72.10        | 西村徹     | 現     | 27,221 | 43.98        |
| 19 | 2013年（平成25年）3月24日 | 54.42        | 和田愼司   | 現     | 34,490 | 75.65        |
| 19 | 2013年（平成25年）3月24日 | 54.42        | 北栄一郎   | 元     | 9,650  | 21.17        |
| 19 | 2013年（平成25年）3月24日 | 54.42        | 浜崎茂     | 新     | 1,453  | 3.19         |
| 20 | 2017年（平成29年）3月26日 | 59.06        | 和田愼司   | 現     | 27,735 | 53.88        |
| 20 | 2017年（平成29年）3月26日 | 59.06        | 宮橋勝栄   | 新     | 22,678 | 44.05        |
| 20 | 2017年（平成29年）3月26日 | 59.06        | 浜崎茂     | 新     | 1,065  | 2.07         |
| 21 | 2021年（令和3年）3月21日  | 60.34        | 宮橋勝栄   | 新     | 28,676 | 54.72        |
| 21 | 2021年（令和3年）3月21日  | 60.34        | 和田愼司   | 現     | 23,731 | 45.28        |

### 庁舎
小松市役所
- 〒923-8650
- 石川県小松市小馬出町91番地

小松市役所 南支所
- 〒923-0305
- 石川県小松市蓑輪町ハ84番地2

## 姉妹都市・提携都市

### 国内
- 富山県高岡市
  - 小松市・高岡市災害時相互応援協定

### 海外
- スザノ市 （ブラジル サンパウロ州）
  - 1972年7月11日姉妹都市提携
- ビルボールド市 （ベルギー）
  - 1974年5月15日姉妹都市提携
- ゲイツヘッド市 （イギリス）
  - 1991年8月2日姉妹都市提携
- 済寧市 （中華人民共和国 山東省）
  - 姉妹交流都市提携
- 桂林市 （中華人民共和国 広西壮族自治区）
  - 友好交流都市提携
- 昌寧郡 （大韓民国 慶尚南道）
  - 友好交流都市提携

なお、小松製作所の海外生産拠点があり交流のあるドイツ・カイザースラウテルン市との友好都市締結も検討されている。

## 地域

### 公共機関

#### 警察
- 石川県小松警察署
  - 小松空港警備派出所
  - 粟津駅前交番　　　　
  - 粟津温泉交番
  - 小馬出町交番
  - 小松駅前交番
  - 白江交番
  - 安宅駐在所
  - 今江駐在所
  - 江指駐在所
  - 河田駐在所
  - 中海駐在所
  - 長田駐在所
  - 日末駐在所
  - 本江駐在所
  - 八幡駐在所

#### 消防
- 小松市消防本部
  - 小松市中消防署
    - 東出張所
    - 西出張所

  - 小松市南消防署
    - 粟津温泉出張所

#### 医療
- 国民健康保険小松市民病院
  - 粟津診療所(廃止)[36]
  - 大杉診療所(廃止)[36]
  - 尾小屋診療所(廃止)[36]
  - 新丸診療所(廃止)[36]
- 南加賀広域圏事務組合
  - 南加賀急病センター（小松市民病院に併設）

#### 上水道
小松市が手取川の伏流水を水源に、石川県が手取川を水源に供給する。
- 石川県営水道
  - 花坂配水場
- 小松市上水道
  - 上清水揚水場
    - 旭台配水池

  - 川北揚水場（能美郡川北町）
    - 湊配水場（白山市湊町、旧美川町）
    - 丸の内配水場
- 小松市簡易水道

#### 下水道
小松市単独の公共下水道と、石川県下水道公社の加賀沿岸流域下水道に接続されている。
- 小松市公共下水道
  - 小松市中央浄化センター
- 加賀沿岸流域下水道 （能美市の翠ヶ丘浄化センターで処理）

#### 都市ガス
- 小松ガス
  - 園工場

#### ゴミ処理
- 小松市環境美化センター

#### 電話
金沢市のNTT西日本 金沢支店が管轄。
市外局番は0761。なお、天気予報は0761-177である。

#### 郵便

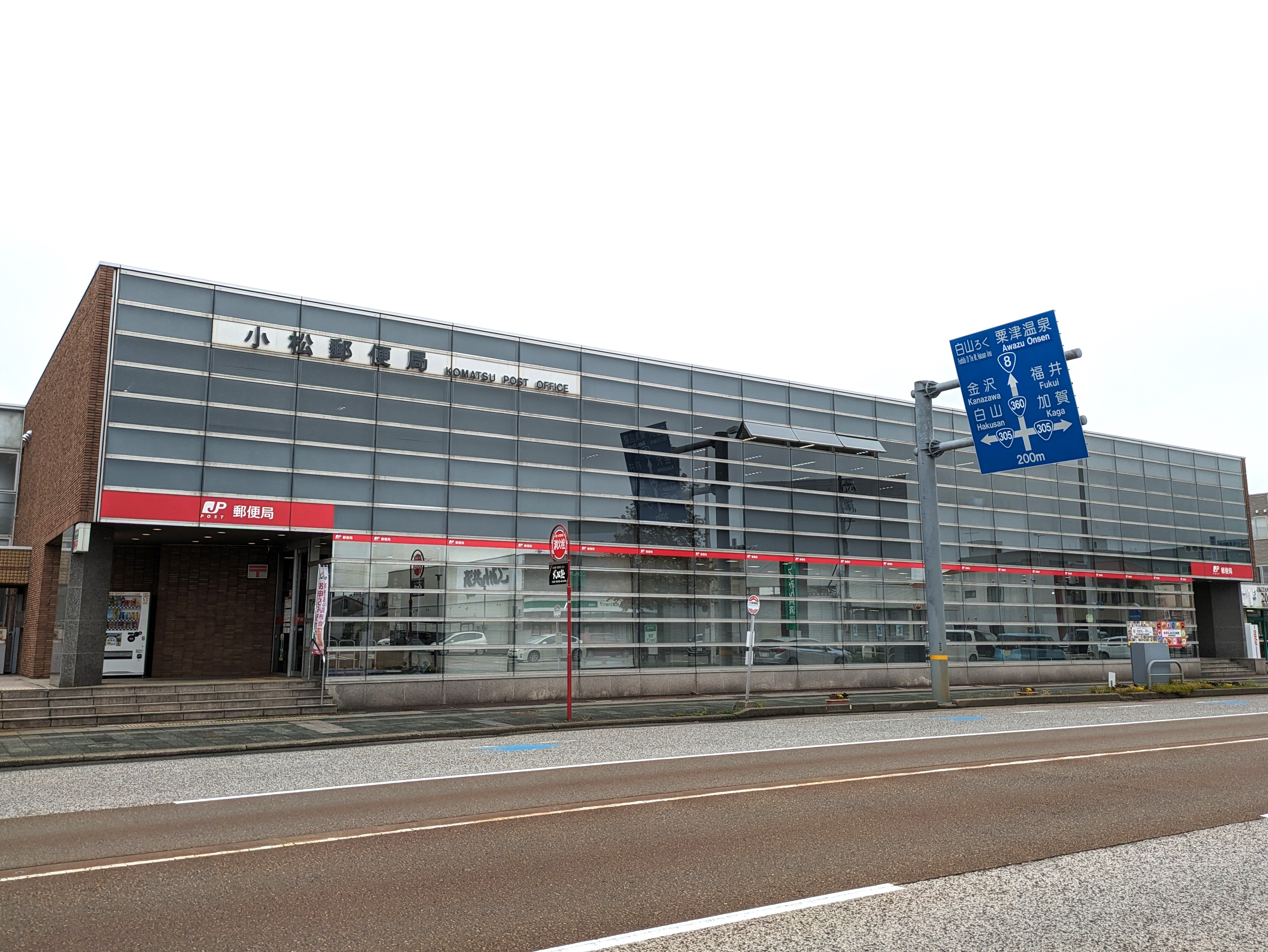
小松郵便局

市内の集配は以下の局が行う。
- 小松郵便局 - 〒923
- 粟津郵便局 - 〒923
- 金野郵便局 - 〒923

これ以外に30局の郵便局がある。

#### 国の行政機関
- 法務省
  - 金沢地方法務局
    - 小松支局（小松日の出合同庁舎）

  - 金沢地方検察庁
    - 小松支部（小松法務合同庁舎）

  - 小松区検察庁（小松法務合同庁舎）
- 財務省
  - 大阪税関
    - 金沢税関支署
      - 小松空港出張所（小松空港内）
- 国税庁
  - 金沢国税局
    - 小松税務署（小松日の出合同庁舎）
- 厚生労働省
  - 石川労働局
    - 小松労働基準監督署（小松日の出合同庁舎）
    - 小松公共職業安定所（小松日の出合同庁舎）

  - 新潟検疫所
    - 食品監視課小松空港分室（小松空港内）
    - 小松空港出張所（小松空港内）
- 農林水産省
  - 北陸農政局
    - 西北陸土地改良調査管理事務所（園町）

  - 名古屋植物防疫所
    - 伏木富山支所
      - 小松空港出張所（小松空港内）

  - 動物検疫所
    - 中部空港支所
      - 小松出張所（小松空港内）
- 林野庁
  - 近畿中国森林管理局
    - 石川森林管理署
      - 小松森林事務所（日の出町）
- 国土交通省
  - 北陸地方整備局
    - 金沢河川国道事務所
      - 小松出張所（小島町）

  - 大阪航空局
    - 小松空港事務所（小松空港内）
- 防衛省
  - 近畿中部防衛局
    - 小松防衛事務所（小松空港内）

  - 自衛隊石川地方協力本部
    - 小松地域事務所（園町）

  - 航空自衛隊
    - 小松基地（向本折町）

#### 司法機関
- 裁判所
  - 金沢地方裁判所
    - 小松支部（小馬出町）

  - 金沢家庭裁判所
    - 小松支部（小馬出町）

  - 小松簡易裁判所（小馬出町）

## マスメディア

### 新聞
- 北陸中日新聞（中日新聞社）小松支局
- 読売新聞加賀支局
- 朝日新聞小松通信部
- 北國新聞小松支社

テレビ・ラジオ
- NHK金沢放送局小松支局
- テレビ小松（ケーブルテレビ局）
- ラジオこまつ（コミュニティ放送）
- 2011年7月24日のアナログ放送終了まで、専用VHFアンテナがあれば福井放送テレビを視聴出来ていた。テレビ金沢の開局まで石川県加賀地方における、NNNの報道取材や『ズームイン!!朝!』の生中継を担当していた。
- テレビ朝日系列の『ANNニュースライナー』『サンデープロジェクト』などに関しては北陸朝日放送がサービス放送を開始する直前の1991年9月26日まで（全日放送は1991年9月27日から）北陸3県で唯一、福井放送テレビで放送されていた。そのため、小松市内で視聴していた家庭も存在する。
- ラジオでは石川県の北陸放送（AM、ワイドFM）・エフエム石川・NHK金沢放送局（AM、FM）・ラジオこまつ、福井県の福井放送（ワイドFMが聴取可能、AMは雑音が入る）・福井エフエム放送が聴取出来る。

### 図書館
- 小松市立図書館
- 小松市立南部図書館
- 小松市立図書館 みどり号（移動図書館）
- 空とこども絵本館（ぶっくりん）

### 博物館・美術館等
- 石川県立
  - 航空プラザ
  - 尾小屋鉱山資料館 （マインロード）
- 小松市立
  - 小松市立博物館
  - 宮本三郎美術館
  - 本陣記念美術館
  - 錦窯展示館
  - 登窯展示館
  - こまつ曳山交流館みよっさ
  - サイエンスヒルズこまつ
  - ポッポ汽車展示館
  - 河田山古墳群史跡資料館
- 那谷寺宝物館
- 日本自動車博物館

### ホール・その他の文化施設
- 石川県こまつ芸術劇場うらら
- 小松市公会堂
- 小松市民センター
- 小松芦城センター
- 加賀 伝統工芸村 ゆのくにの森
- 第一コミュニティセンター

### 体育施設
- こまつドーム
- 小松運動公園[37]
  - 小松末広野球場

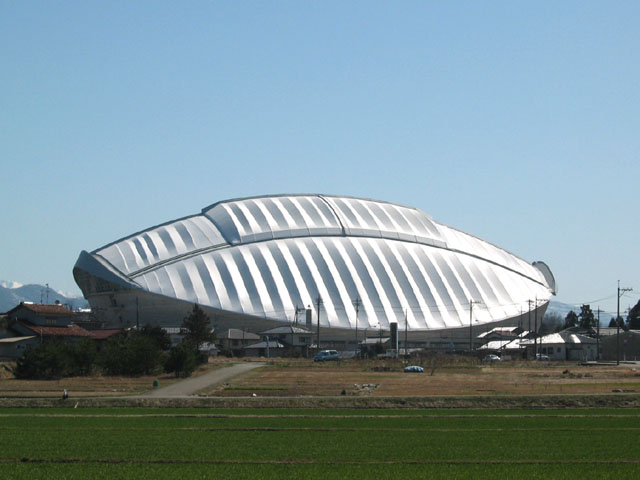
こまつドーム

  - 小松運動公園末広陸上競技場（日本陸上競技連盟第2種公認）[38]
- 小松屋内水泳プール[39]
- 小松総合体育館[40]
- 小松市武道館[41]
- 桜木体育館

## 学校教育

### 大学
- 公立小松大学

### 高等学校
- 石川県立小松高等学校
- 石川県立小松工業高等学校
- 石川県立小松北高等学校
- 石川県立小松商業高等学校
- 石川県立小松明峰高等学校
- 小松市立高等学校
- 小松大谷高等学校

#### 義務教育学校
- 小松市立松東みどり学園

#### 中学校
- 小松市立安宅中学校
- 小松市立板津中学校
- 小松市立国府中学校
- 小松市立松東中学校
- 小松市立松陽中学校
- 小松市立中海中学校
- 小松市立南部中学校
- 小松市立丸内中学校
- 小松市立御幸中学校
- 小松市立芦城中学校

#### 小学校
- 小松市立安宅小学校
- 小松市立荒屋小学校
- 小松市立粟津小学校
- 小松市立犬丸小学校
- 小松市立今江小学校
- 小松市立金野小学校
- 小松市立木場小学校
- 小松市立串小学校
- 小松市立国府小学校
- 小松市立稚松小学校
- 小松市立第一小学校
- 小松市立月津小学校
- 小松市立東陵小学校
- 小松市立中海小学校
- 小松市立那谷小学校
  - 滝ヶ原分校
- 小松市立西尾小学校
- 小松市立苗代小学校
- 小松市立能美小学校
- 小松市立波佐谷小学校
- 小松市立日末小学校
- 小松市立符津小学校
- 小松市立向本折小学校
- 小松市立矢田野小学校
- 小松市立蓮代寺小学校
- 小松市立芦城小学校

#### 特別支援学校
- 石川県立小松養護学校
- 石川県立小松瀬領養護学校
- 石川県立医王養護学校小松みどり分校

#### 各種学校
- 石川県加南自動車学校
- こまつ自動車学校
- 小松市医師会附属小松准看護学院

## 交通

### 空港
- 小松飛行場（航空自衛隊小松基地）

### 鉄道
西日本旅客鉄道 （JR西日本）
- 北陸新幹線
  - 小松駅

IRいしかわ鉄道
- - 粟津駅 - 小松駅 - 明峰駅

#### かつて存在した路線
- 尾小屋鉄道
- 北陸鉄道小松線
- 北陸鉄道粟津線
- 北陸鉄道連絡線

### バス等
一般路線バス
- 北鉄加賀バス
- 北鉄白山バス（「佐野線」のみ小松市内乗り入れ）

コミュニティバス
- 小松市コミュニティバス
  - 北コース（ブルーこまち）（日本海観光バスへ運行を委託）
  - 南コース（オレンジこまち）（日本海観光バスへ運行を委託）
  - 木場潟線（日本海観光バスへ運行を委託）

観光周遊バス
- まちづくり加賀「キャンバス」（日本海観光バスへ運行を委託）
  - 山まわり線

小松空港連絡バス
- 北陸鉄道（金沢駅西口方面）
- 北鉄加賀バス（小松駅方面）
- 小松市自動運転バス[42]
  - 小松市、BOLDLY株式会社、株式会社ティアフォー、アイサンテクノロジー株式会社、損害保険ジャパン株式会社の5者による共同運行[43]。
  - 自動運転レベル2の間は北鉄加賀バスへ運行を委託[44]。
- 京福バス（福井駅東口方面）
- まちづくり加賀「キャンバス」小松空港線（日本海観光バスへ運行を委託）

高速バス
- 北陸自動車道小松バスストップより乗降可能な路線
- 小松駅近くのこまつアズスクエア内のバス停より乗降可能な路線

乗合タクシー
- 松東地区乗合タクシー（予約制、事前登録が必要）
  - 大杉ルート（小松タクシーへ運行を委託）
  - 尾小屋ルート（小松タクシーへ運行を委託）

自家用有償旅客運送（交通空白地有償運送）・ライドシェア
- 小松市ライドシェア「i-Chan」
  - パブリックテクノロジーズのモバイルアプリケーション「いれトク！」を活用し[45]、運行管理は地元のタクシー会社[46]。

### 港湾

#### 漁港
- 第1種
  - 安宅漁港

### 道路
- 高速道路
  - 高速自動車国道
    - 北陸自動車道 ： 小松IC、安宅PA(スマートIC併設)

  - 地域高規格道路
    - 小松白川連絡道路 （計画）

- 一般国道
  - 国道8号
  - 国道8号小松バイパス
  - 国道305号
  - 国道360号
  - 国道416号

- 県道
  - 主要地方道
    - 石川県道4号小松鶴来線
    - 石川県道11号小松山中線
    - 石川県道20号小松加賀線
    - 石川県道22号金沢小松線 （加賀産業開発道路）
    - 石川県道25号金沢美川小松線
    - 石川県道43号丸山加賀線
    - 石川県道44号小松鳥越鶴来線
    - 石川県道54号寺畠小松線
    - 石川県道55号小松辰口線

  - 一般県道
    - 石川県道101号小松根上線
    - 石川県道107号新保矢田野線
    - 石川県道109号阿手尾小屋線
    - 石川県道111号大野八幡線
    - 石川県道145号串加賀線
    - 石川県道149号潮津串線
    - 石川県道154号滝ヶ原栄谷線
    - 石川県道156号高塚粟津線
    - 石川県道158号日末村松線
    - 石川県道160号尾小屋尾小屋停車場線
    - 石川県道161号大杉長谷線
    - 石川県道163号瀬領粟津線
    - 石川県道165号金平寺井線
    - 石川県道167号布橋出合線
    - 石川県道169号粟生小松線
    - 石川県道170号西二口長田線
    - 石川県道173号和気寺井線
    - 石川県道294号金沢小松自転車道線 （加賀海浜自転車道）
    - 石川県道295号小松加賀自転車道線 （小松加賀健民自転車道）

  - 道の駅
    - こまつ木場潟

## 小松市を舞台とした作品
歌舞伎
- 『勧進帳』

能楽
- 『安宅』

文学
- 『紺青の鈴』（髙橋治）
- 『紺野機業場』（庄野潤三）

テレビドラマ
- 『恋路海岸』（TBS、1979年7月27日～10月12日）
- 『キイハンター』（TBS、1968年～1973年）
- 『いよっ!弁慶』（NHK金沢放送局制作・NHK BSプレミアム放送、2018年10月31日）

漫画・アニメ
- 『レスキューウイングスシリーズ』（トミイ大塚）
- 『よみがえる空 -RESCUE WINGS-』（テレビ東京、2006年1月8日〜3月26日）
- 『ガーリー・エアフォース』

映画
- 『虎の尾を踏む男達』（1945年映画化、監督：黒澤明、主演：大河内傳次郎）
- 『あらくれ』（小林旭主演、1969年 日活）
- 『空へ-救いの翼 RESCUE WINGS-』（2008年映画化、監督：手塚昌明、主演：高山侑子）

## 小松市の出身人物
- 新木栄吉（元日本銀行総裁、駐米大使）
- 田端信太郎（インフルエンサー）
- 天音汐那（歌手）
- アルコ（漫画家）
- 石田寛人（官僚、元科学技術事務次官、金沢学院大学学長）
- 一川保夫（参議院議員、元防衛大臣）
- 市瀬るぽ（ボカロP）
- 今垣光太郎（競艇選手）
- 今垣武志（競艇選手）
- 上坂典子（フリーアナウンサー、元北陸放送アナウンサー）
- 魚住為楽（金工、人間国宝）
- 大谷輝龍（プロ野球独立リーグ日本海・富山GRNサンダーバーズ投手）
- 小田敏充（声優）
- 織作峰子（写真家）
- 勝木保次（生理学者）
- 釜田佳直（プロ野球・東北楽天ゴールデンイーグルス投手）
- 川岸良兼（プロゴルファー）
- 北篤（プロ野球・元読売ジャイアンツ）
- 北勝太郎（元参議院議員・元衆議院議員）
- 北方隆士（マリモ地方創生リート投資法人執行役員）
- 北畠能房（京都大学名誉教授、小松天満宮代表役員、環境学者、神職）
- 北本英幸（ソフトテニス世界チャンピオン））
- 久保田麻琴（ミュージシャン）
- 洸太朗（演歌歌手）
- 沢田かな枝（演歌歌手）
- 椎名もた（ボカロP）
- 島内宏明（プロ野球・東北楽天ゴールデンイーグルス外野手）
- 陣出達朗（時代小説家）
- 鈴木大輔（日本Linux協会会長）
- 大車輪松五郎（大相撲力士）
- 田中靖洋（プロ野球・千葉ロッテマリーンズ投手）
- 田中良平（プロ野球・元千葉ロッテマリーンズ投手）
- 出村卓也（競艇選手）
- 徳田八十吉（陶工、人間国宝）
- 豊田陽平（プロサッカー選手）
- 中川真依（飛込競技選手）
- 中祥人（漫画家）
- 西芳弘(プロ野球・元オリックス・ブルーウェーブ外野手)
- 西尾知亜紀（北陸放送アナウンサー）
- 西出則武（元気象庁長官）
- 野村天圭衣（華道家　石川県観光親善大使）
- 橋本崇載（棋士）
- hideco（歌手・little by little）
- 日向栄次（陸上競技選手）
- 福田健次（中間市長）
- 二木一夫（近畿大学教授・元毎日新聞社論説委員）
- 桝野幸宏（放送作家）
- 三島良章（三島テント代表・石川県認定産業マイスター）
- 宮本三郎（洋画家）
- 室谷守一（小説家）
- 村元友太郎（総合格闘家）
- 元谷外志雄（実業家、アパグループCEO）
- 元吉瑞枝（熊本県立大学名誉教授・ドイツ文学者）
- 安田奈央（歌手）
- ALE（ヒップホップシンガー）
- 吉田美統（陶工、人間国宝）
- 若湊祐三郎（元大相撲力士）